# Université de Göttingen
Pour les articles homonymes, voir GAU.
L’université Georg-August de Göttingen — en allemand Georg-August-Universität Göttingen, est une des plus célèbres universités allemandes, dont sont issus notamment des mathématiciens de grand renom. Située dans le Land de Basse-Saxe en République fédérale d'Allemagne, en tant qu'établissement consacré à l'enseignement et à la recherche, elle est aussi la plus importante université de cet état, de par le nombre d'étudiants qu'elle accueille. Fondée en 1734 sous le nom de Universitas Regiæ Georgiæ Augustæ par George II, roi de Grande-Bretagne et prince électeur de Hanovre, soucieux de promouvoir les idéaux du siècle des Lumières, elle en est aussi la plus ancienne. L'enseignement a commencé à y être dispensé en  1737.
Avec la mise en place de l’Initiative d'excellence des universités allemandes, cette université est devenue membre du Groupe U15 (de), le groupe des 15 meilleures universités de recherche allemandes et du groupe Coimbra, le groupe des meilleures universités de recherche européennes. Elle entretient des liens étroits avec les principaux instituts de recherche basés à Göttingen, tels que la Max-Planck-Gesellschaft zur Förderung der Wissenschaften e.V., (MPG — en français société Max-Planck pour le développement des sciences) et de la Wissenschaftsgemeinschaft Gottfried Wilhelm Leibniz e.V., (WGL — en français Communauté scientifique Gottfried Wilhelm Leibniz). Avec environ 9 millions de références, la Bibliothèque universitaire d'État de Göttingen se classe parmi les plus grandes bibliothèques d'Allemagne.
Elle est implantée dans la ville de Göttingen, située au sud du Land de Basse-Saxe en République fédérale d'Allemagne.

## Organisation
L’université compte treize facultés et plus de 31 000 étudiants sont inscrits. Plus de 400 professeurs et 4 000 enseignants y travaillent, assistés par un personnel technique et administratif de plus de 7 000 personnes. L'expansion de l'université après la guerre a conduit à la construction d'un nouveau « quartier universitaire » moderne dans le nord de la ville. L'architecture de l'ancienne université est encore visible dans l'Auditorium Maximum (1826/1865) et dans le Grand Hall (1835/1837) de la Wilhelmsplatz.

### Les facultés
- Faculté des sciences agricoles
- Faculté de biologie et de psychologie
- Faculté de chimie
- Faculté des sciences forestières et de l'écologie forestière
- Faculté de géoscience et géographie
- Faculté de mathématiques et d'informatique
- Faculté de physique
- Faculté de droit
- Faculté des sciences sociales
- Faculté des sciences économiques
- Faculté des sciences humaines
- Faculté de théologie
- Centre médical (Universitätsmedizin Göttingen)

### Institutions partenaires
Au sein du campus de Göttingen, l'université est liée de manière organisationnelle et personnelle aux institutions indépendantes et semi-indépendantes suivantes :   
- Institut Max-Planck de chimie biophysique (Institut Karl Friedrich Bonhoeffer)
- Institut Max Planck de médecine expérimentale
- Institut Max Planck de dynamique et d'auto organisation, anciennement Max Planck Institute for Flow Research
- Institut Max-Planck de recherche sur les sociétés multireligieuses et multiethniques, anciennement Institut Max Planck pour l'histoire
- Institut Max Planck pour la recherche sur le système solaire, anciennement Institut Max Planck pour l'aéronomie
- Centre allemand des primates (de) - Institut Leibniz de recherche sur les primates
- Centre aérospatial allemand

## Histoire de l'université de Göttingen

### Avant l’inauguration de 1737
C'est en 1732 que le duché de Brunswick-Lunebourg et son prince, le duc George-Auguste, roi de Grande-Bretagne et d’Irlande sous le nom de George II, décidèrent la création d’une nouvelle université à Göttingen.

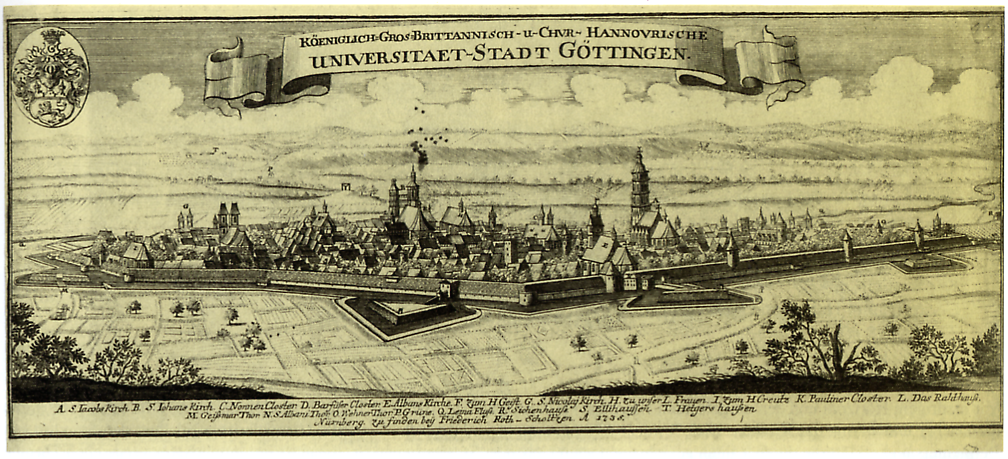
Göttingen au moment de la création de l’université (1735).
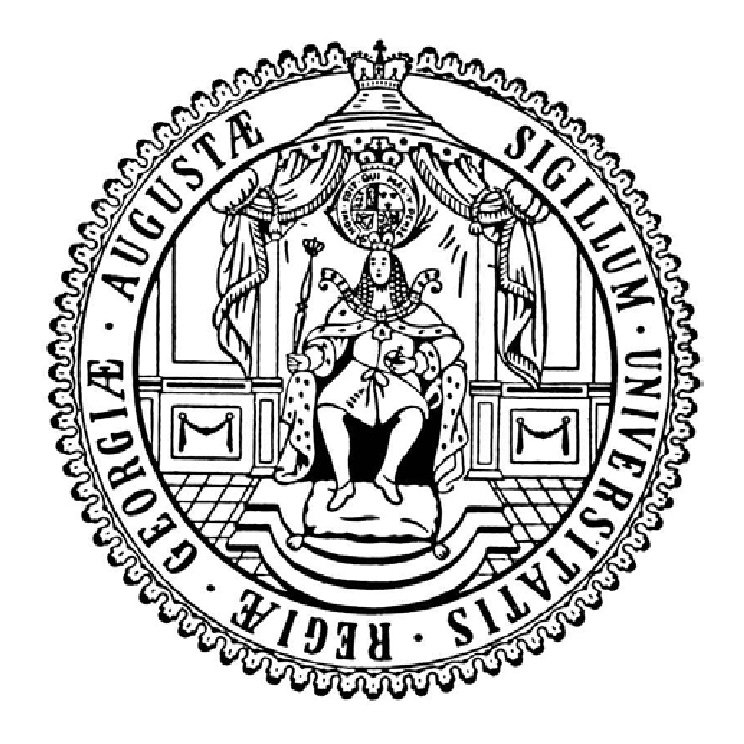
Sceau de l’université (1737).
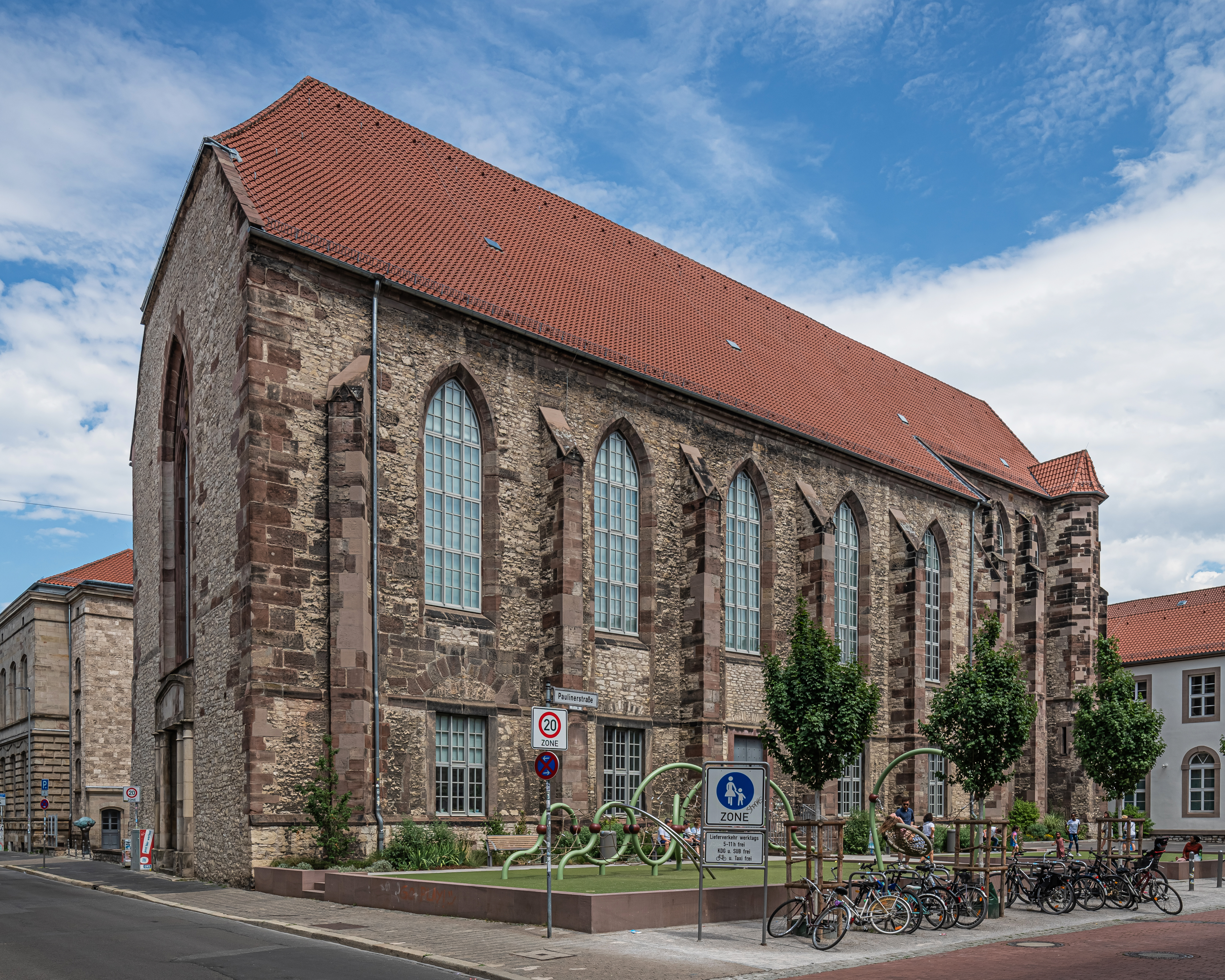
L'église Saint-Paul.
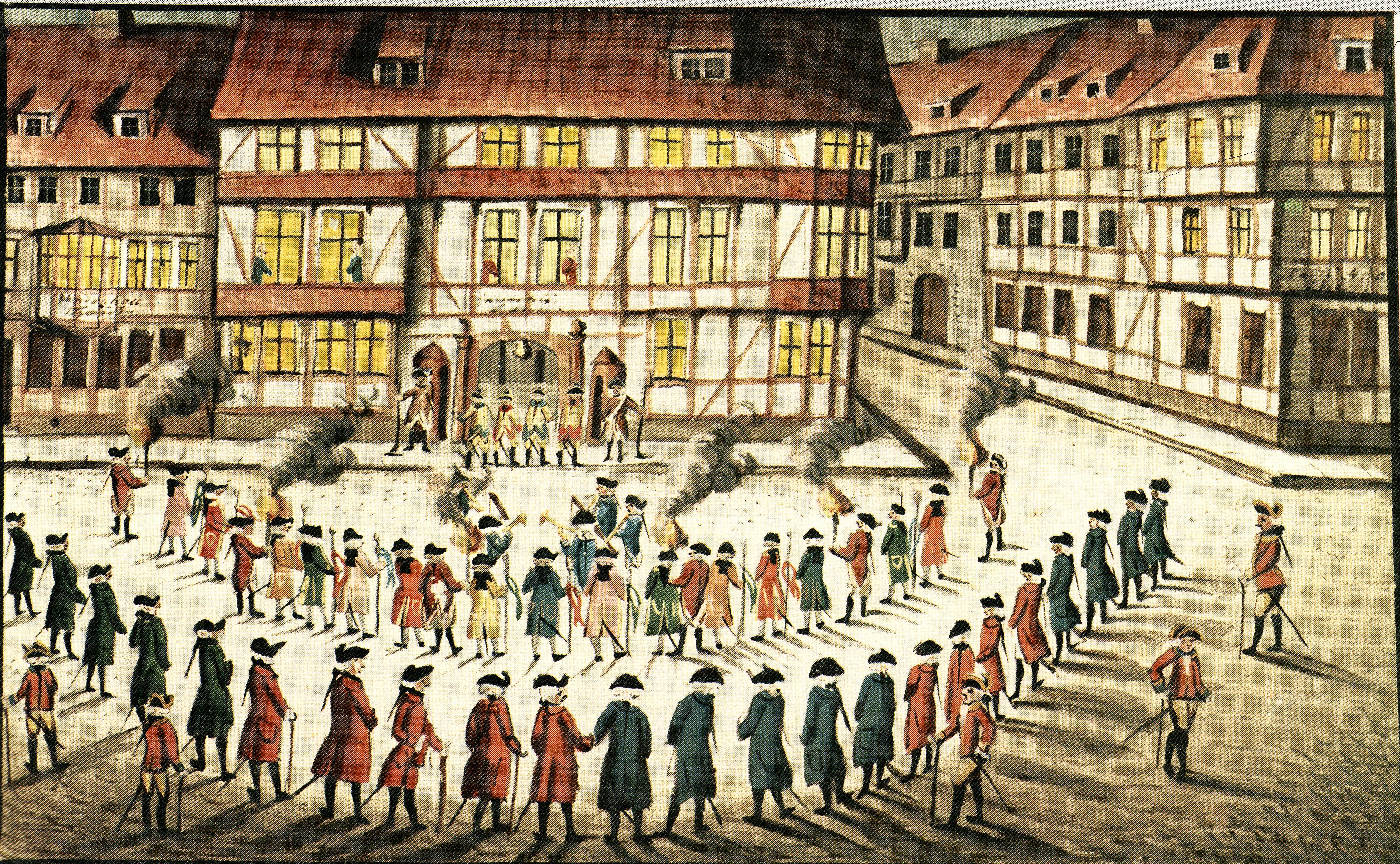
Défilé d’étudiants de Münchhausen à l'occasion de l’inauguration de l'université (devant la commanderie).

Pour qu'une université dispose à cette époque d'un renom européen, il lui était indispensable de bénéficier d'un privilège impérial spécial : pour Göttingen, ce fut l'empereur Charles VI qui, le 13 janvier 1733, en remit un à Vienne au délégué du Hanovre, Johann Diede zum Fürstenstein. Son contenu reprenait largement celui délivré, 40 ans plus tôt, à l’université de Halle, mais dans un esprit plus séculier, l’influence de la Faculté de théologie se trouvant amoindrie puisque, dans les autres universités, elle conservait un droit de regard sur les enseignements des autres facultés. Car Göttingen, comme Halle, se voulait une « université des Lumières », ce qui supposait que les activités de recherches n'étaient plus soumises au visa de la censure ecclésiastique.
La première conférence de la nouvelle université eut lieu le 14 octobre 1734 ; comme l'université n'était pas encore inaugurée, elle se tint dans une vieille grange, à l'initiative d'un physicien tombé dans l'oubli, Samuel Christian Hollmann. Pour commencer, on requalifia le lycée de l'abbaye Saint-Paul, et le corps de bâtiment du monastère Saint-Paul fut lui-même désigné comme le noyau de la future « université Georgia Augusta », et bientôt complété pour former un collège. Il fut encore agrandi en 1786 par l'architecte Georg Heinrich Borheck (de) jusqu'à la Paulinerstrasse. L'église Saint-Paul servit aussi d'emblée d’aumônerie ; cette fonction est remplie de nos jours par l'église Saint-Nicolas, dans l’Altstadt, où se tiennent les offices catholiques et protestants.
Dès l'ouverture, 147 étudiants étaient inscrits à Göttingen. Le premier curateur de l’université de Göttingen fut le ministre et conseiller princier Gerlach Adolph von Münchhausen (1688–1770), cousin du célèbre baron de Münchhausen. Münchhausen s'était impliqué dès 1732 dans la planification et l'établissement de l'université. Il entendait y attirer le maximum d'étudiants, mais recrutés le plus possible parmi l'aristocratie et les notables du Hanovre. C'est pourquoi, conformément à l'étiquette aristocratique, l'université se dota d'emblée d'un salon et de chambres d'hôtes (la « Maison Saint-Michel »), d’écuries universitaires et d’une salle d’escrime ; on y dispensait des leçons de découpe du gibier et il était même prévu une salle de jeu de paume, afin de pourvoir à l'éducation de ce groupe très particulier d’étudiants y compris au plan du savoir-vivre, qui constituait alors un atout décisif dans la réussite sociale : la Reithaus (l’école d’équitation) fut le premier édifice de l'université à être terminé (1734), alors qu'il fallut attendre 1736 pour la bibliothèque. Le fronton de l'école d'équitation, avec les armes et la devise de l'université (1735) est encore visible sur le campus, tandis que la vieille école d'équitation de la Weender Strasse a été rasée et remplacée par un supermarché, les galeries Hertie, dans les années 1970.
L’université était formée à l'origine de quatre facultés : philosophie, théologie, droit et médecine, soit une structure des plus classiques. L'installation de ces quatre institutions en ville s'étala jusqu'en 1770. En cette phase initiale, le principal problème fut l'opposition des bourgeois de Göttingen aux bouleversements qu'entraînait la mutation de leur cité en une ville-université.
L’inauguration en présence du roi George-Auguste eut lieu le 17 septembre 1737. Comme le roi s'était réservé pour lui-même le titre de recteur, le directeur exécutif de l'université fut désormais toujours un pro-recteur.

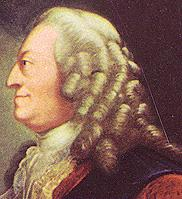
Le prince George II, fondateur et premier recteur.
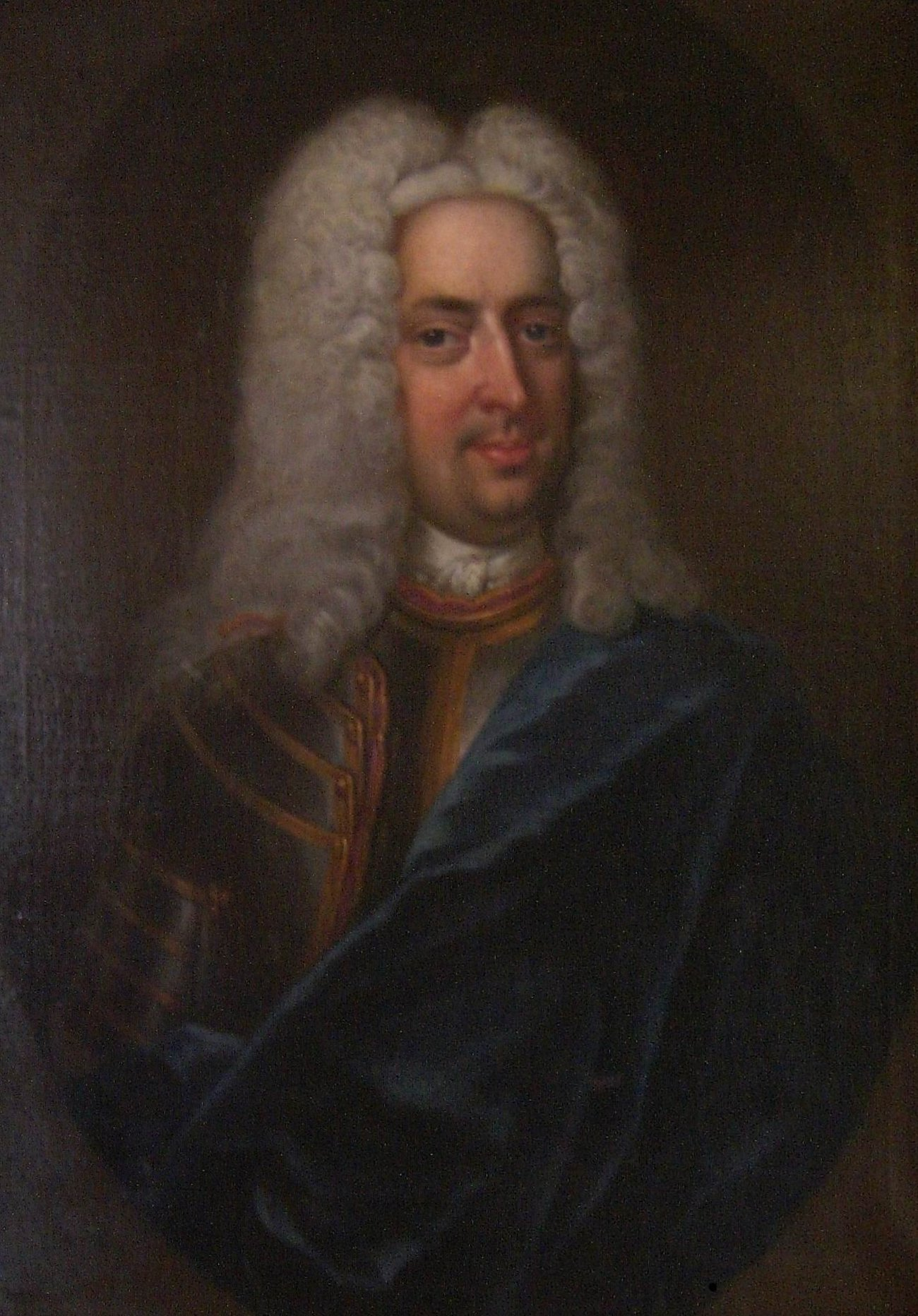
Le premier curateur, von Münchhausen.
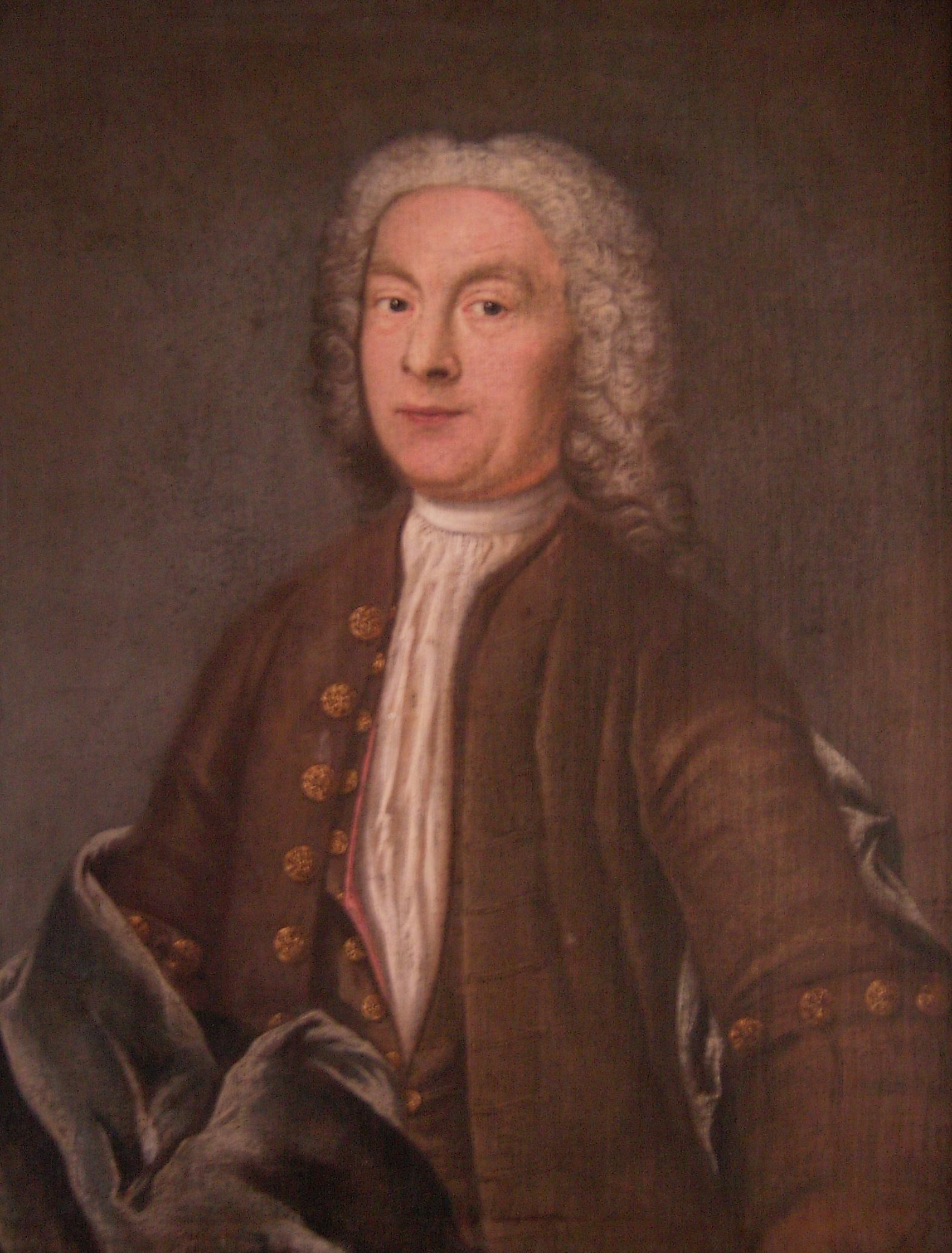
Le physicien S. Hollmann.
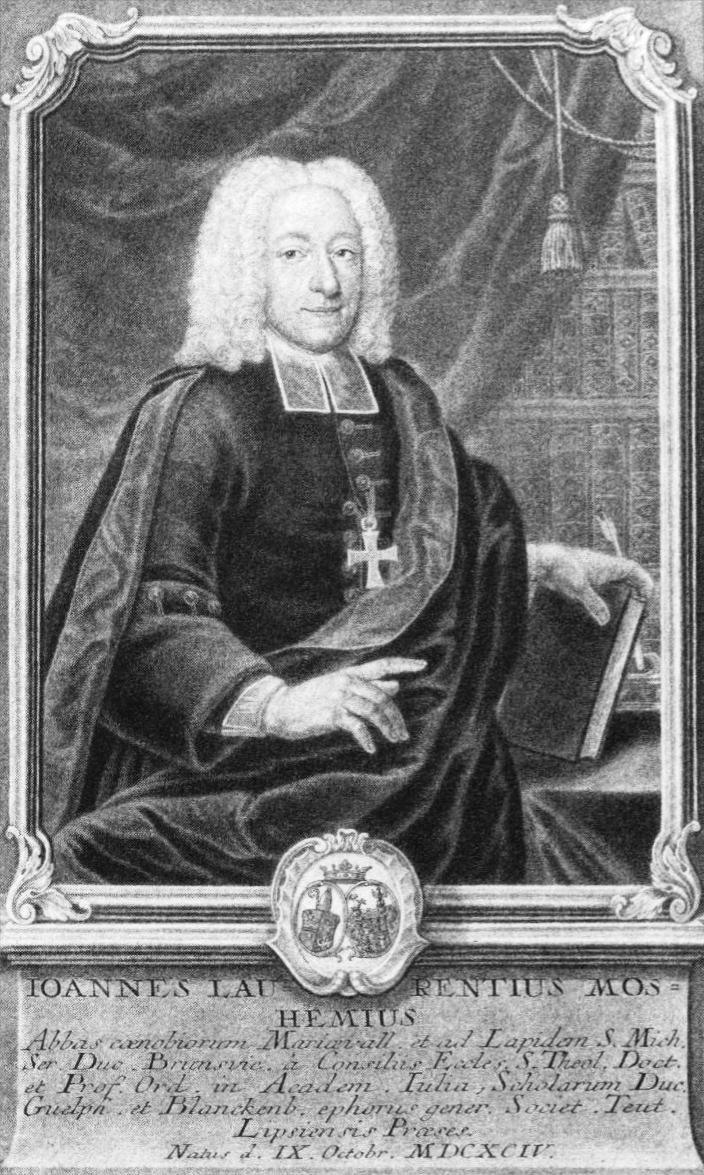
Le théologien et chancelier von Mosheim (vers 1747).
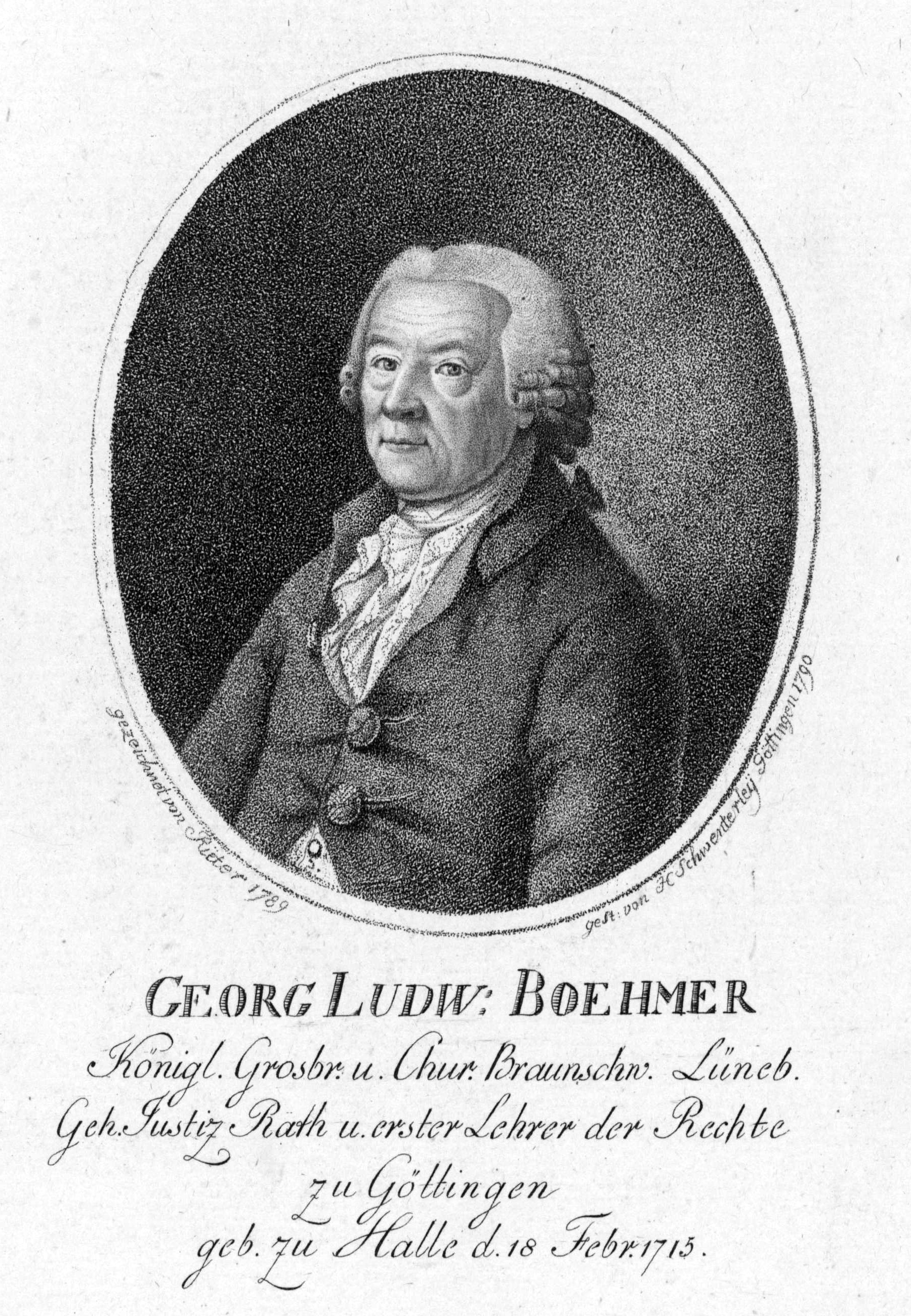
Le juriste Georg Ludwig Boehmer (de) , professeur ordinaire de la faculté en 1774.

### De l’inauguration à l’occupation française

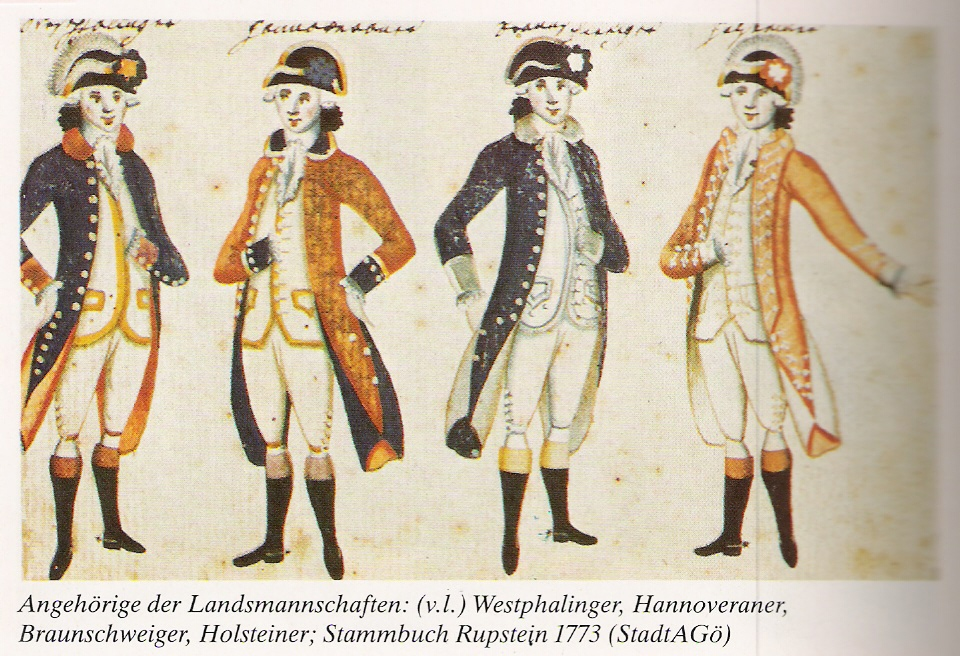
Étudiants de Göttingen habillés aux couleurs de leurs provinces d'origine (1773) : on voit ici un Westphalien, un Hanovrien, un Brunswickois et un étudiant du Holstein.

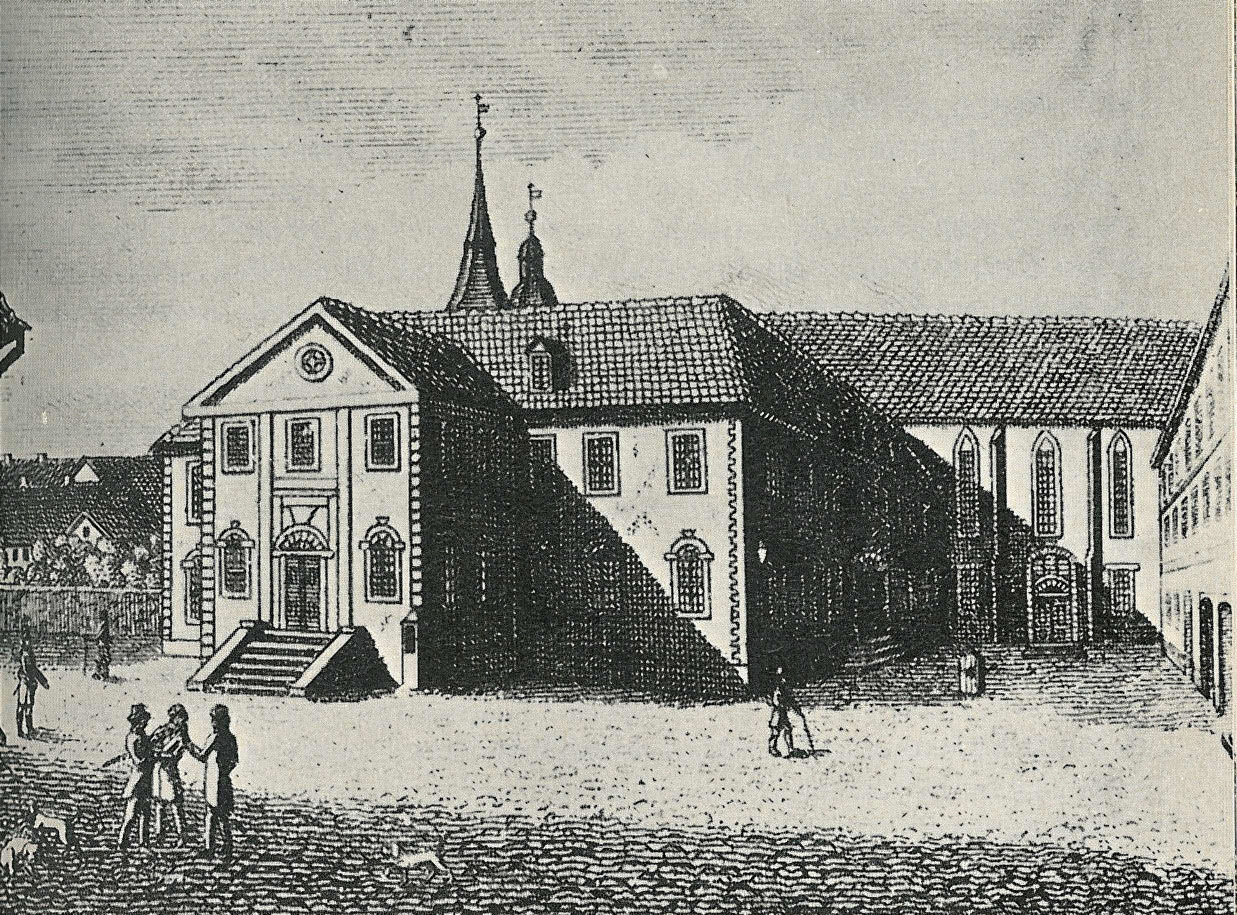
La vieille bibliothèque universitaire de Göttingen vers 1815.

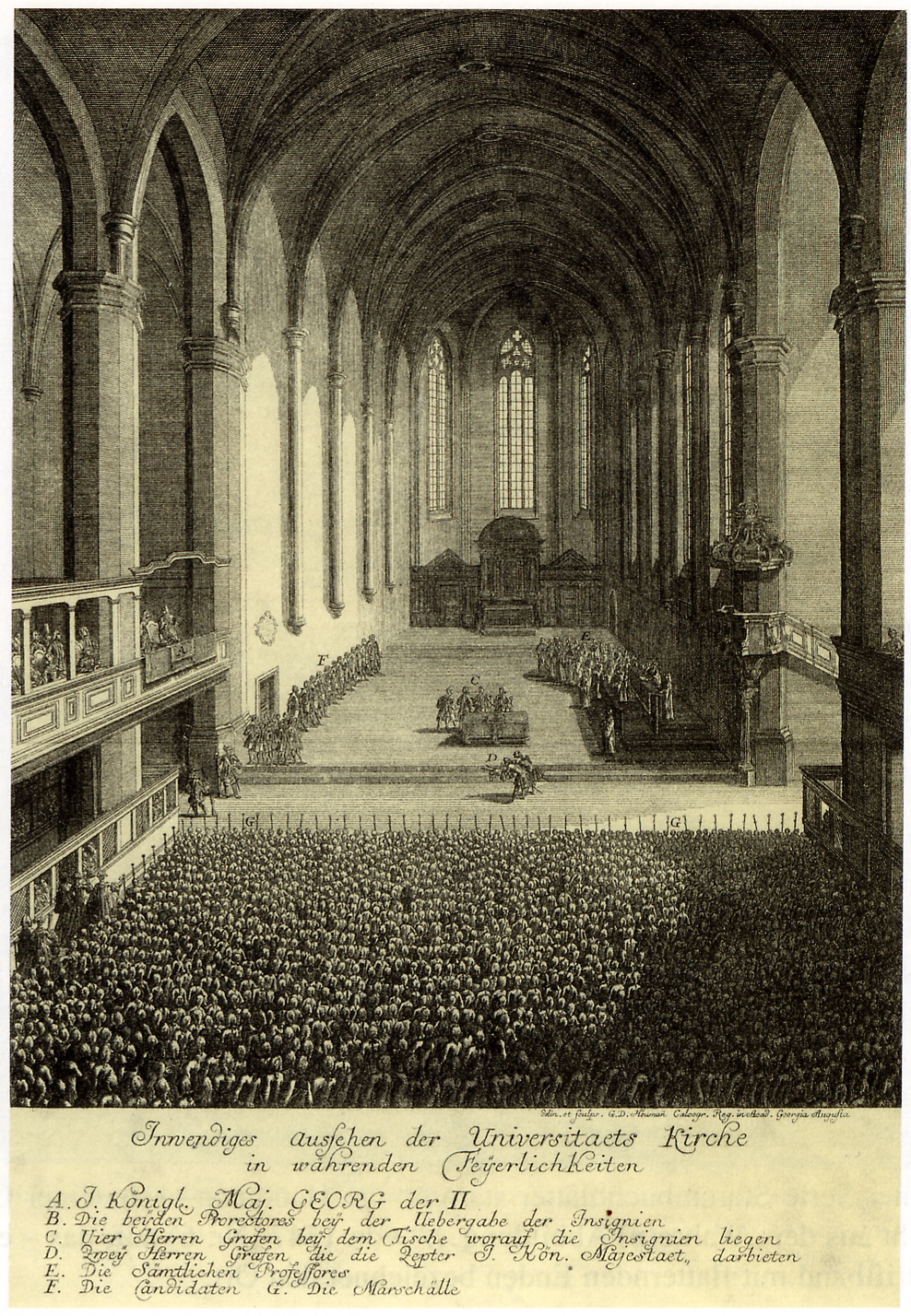
Le roi George II dans l'église Saint-Paul (1748).

#### L'organisation de mouvements estudiantins
Vers 1745, le nombre d'étudiants se stabilisa après une période de croissance ininterrompue à environ 600, majoritairement issus, comme prévu, des familles de notables, ce qui valut bientôt à la « Georgia-Augusta » d'être un établissement d’élite réservé à l’élite. Le séminaire d’Ilfeld, étroitement lié à l'organisation de l’université, lui servait en quelque sorte de lycée préparatoire. Le cursus universitaire au XVIIIe siècle s'appelait Triennium et comptait six semestres. D'autres étudiants, venus en particulier des universités de Helmstedt, d’Iéna et de Halle, amenèrent avec eux leurs traditions universitaires à Göttingen, et notamment des affiliations à la franc-maçonnerie, les sociétés secrètes estudiantines et les confréries de provinciaux. Mais on trouve aussi mention dans certaines sources écrites (essentiellement les règlements internes de l'université et les annuaires d'anciens étudiants) d'un « ordre des laquais » (Lakaienorden) au service des autres étudiants. Ainsi, dès le mois de juin 1747, Münchhausen dut prohiber le port des couleurs.
Jusque vers le milieu de la seconde moitié du XVIIIe siècle, il se développa chez les étudiants un code d'honneur aux exigences extravagantes, au point qu'en 1766, Göttingen fut le théâtre d'un duel mortel, d’ailleurs le seul du XVIIIe siècle. À la suite de ce drame, on réforma la pratique des duels en Allemagne : l'escrime d'estoc, trop dangereuse, céda le pas à l’« escrime de taille de Gœttingue » (Göttinger Hiebmensur), pratiquée avec un sabre court et léger (le Göttinger Hieber), remplacé par la suite par une autre épée d'étudiant, le Korbschläger.
De 1769 à 1772, le baron Adolph Knigge, futur auteur du manuel de savoir-vivre Du commerce avec les hommes (de) (appelé familièrement « le Knigge » dans les chancelleries), étudia à Göttingen le droit et les sciences politiques.
En 1772, Johann Heinrich Voß qui allait devenir célèbre non seulement par ses traductions de référence de l’Iliade et l’Odyssée et d'innombrables autres classiques anciens, mais aussi par son édition des pièces de Shakespeare, s'inscrivit à Göttingen. Voß fut aussi le fondateur d'une ligue d'étudiants : la « Ligue du bosquet. » Le baron vom Stein, futur réformateur prussien, étudia à Göttingen le droit, l'histoire et les sciences politiques de 1773 à 1777 ; en tant qu'aristocrate, il était dispensé de passer les examens.
La visite conjointe des trois princes de Hanovre, c'est-à-dire des fils de l'électeur et roi de Hanovre George III, à l'université le 10 juillet 1786, fut pour Göttingen un événement unanimement salué. Ces trois princes étaient :
- Ernest-Auguste, duc de Cumberland et roi du Hanovre en 1837,
- Augustus Frederick de Sussex ainsi que
- le duc de Cambridge Adolphe-Frédéric.

Ils logèrent dans ce qu'on appela désormais la maison des Princes, située rue de la Porte-aux-Moulins (Mühlenpforten-strasse), aujourd'hui rebaptisée pour cette raison « Prinzenstrasse ».
En 1788, Wilhelm von Humboldt s'inscrivit à Göttingen en droit. Influencé par ce qu'il put voir des bénéfices de l'alliance de l'académie à l'université, c'est-à-dire, en somme, de la recherche à l'enseignement, il chercha à renouer cette alliance lorsqu'en 1810 il fonda l'université de Berlin, donnant ainsi le ton pour la réforme de l'enseignement universitaire dans le monde entier. Le 25 avril 1789, c'était au tour de son frère Alexander von Humboldt de s'inscrire à Göttingen. Outre les cours du physicien Georg Christoph Lichtenberg, Alexander fut surtout marqué par l'enseignement de l’anatomiste et zoologue Johann Friedrich Blumenbach, pour qui les voyages d'études étaient la meilleure façon d'enrichir ses connaissances en anthropologie et biologie, et qui entretenait autour de lui un cercle interdisciplinaire de naturalistes passionnés. Mais Alexander von Humboldt s'efforça surtout de rencontrer Georg Forster, qui représentait pour lui le type accompli du naturaliste ayant effectué le tour du monde.
Les altercations entre bourgeois et étudiants éclataient périodiquement : ainsi le 26 juillet 1790, après une confrontation facilement prévisible avec les compagnons menuisiers lors du défilé des étudiants sur les champs de Kerstlingerode, vaste friche des bois de Göttingen, à l'est de ville. Les étudiants s'étaient attribué le mérite de faire prospérer, grâce à leur poids économique, la ville et l'université, et les autorités avaient laissé l'émeute grossir.
Au cours du semestre d'hiver 1803-1804, le prince Louis de Bavière, le futur Louis Ier, fréquenta l’université de Göttingen, avant de finir son Grand Tour en 1804 à Rome. Louis Ier devait plus tard y faire inscrire son propre fils, le futur roi Maximilien II.
Encore en 1806, de nouveaux troubles estudiantins secouèrent Göttingen ; ils culminèrent avec la ruée des manifestants à Hannoversch Münden le 6 janvier, mais cette fois leur chahut tourna court, et ils étaient de retour à Göttingen le 12 janvier.

#### Politique, organisation universitaire et construction
L'année 1738 vit la construction de l’amphithéâtre d’anatomie (Theatrum Anatomicum), le jardin botanique était inauguré l'année suivante ; quant à l’observatoire, il ouvrit ses portes en 1751, et pour l'occasion le roi George II proclamait la création de l’Académie des sciences de Göttingen, chronologiquement la deuxième à voir le jour en Allemagne. Cette société savante publie depuis 1753 les Göttingische Gelehrte Anzeigen (de), qui est aujourd'hui la plus ancienne revue scientifique de langue allemande encore active.

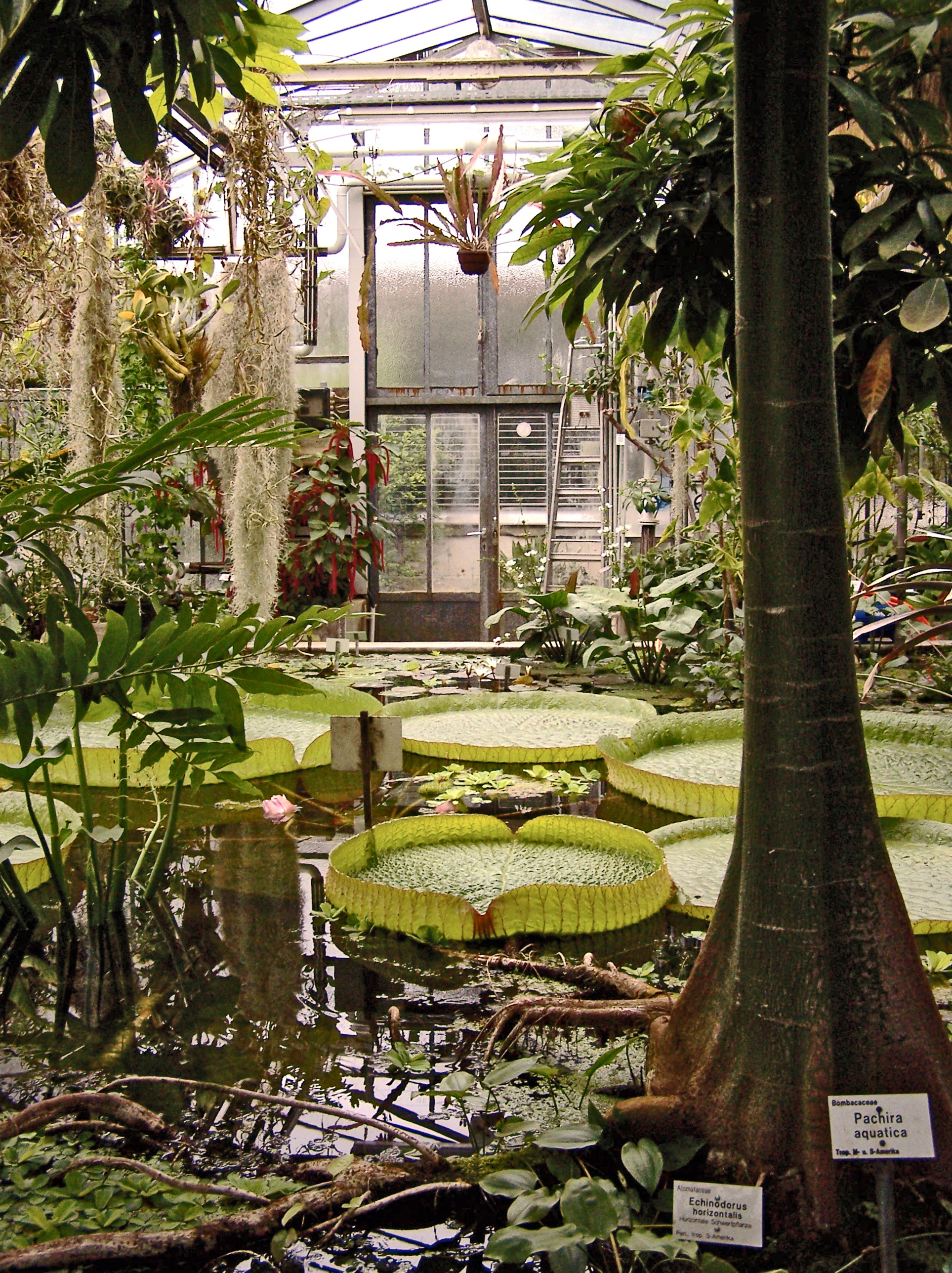
Le pavillon Victoria dans le vieux jardin botanique.

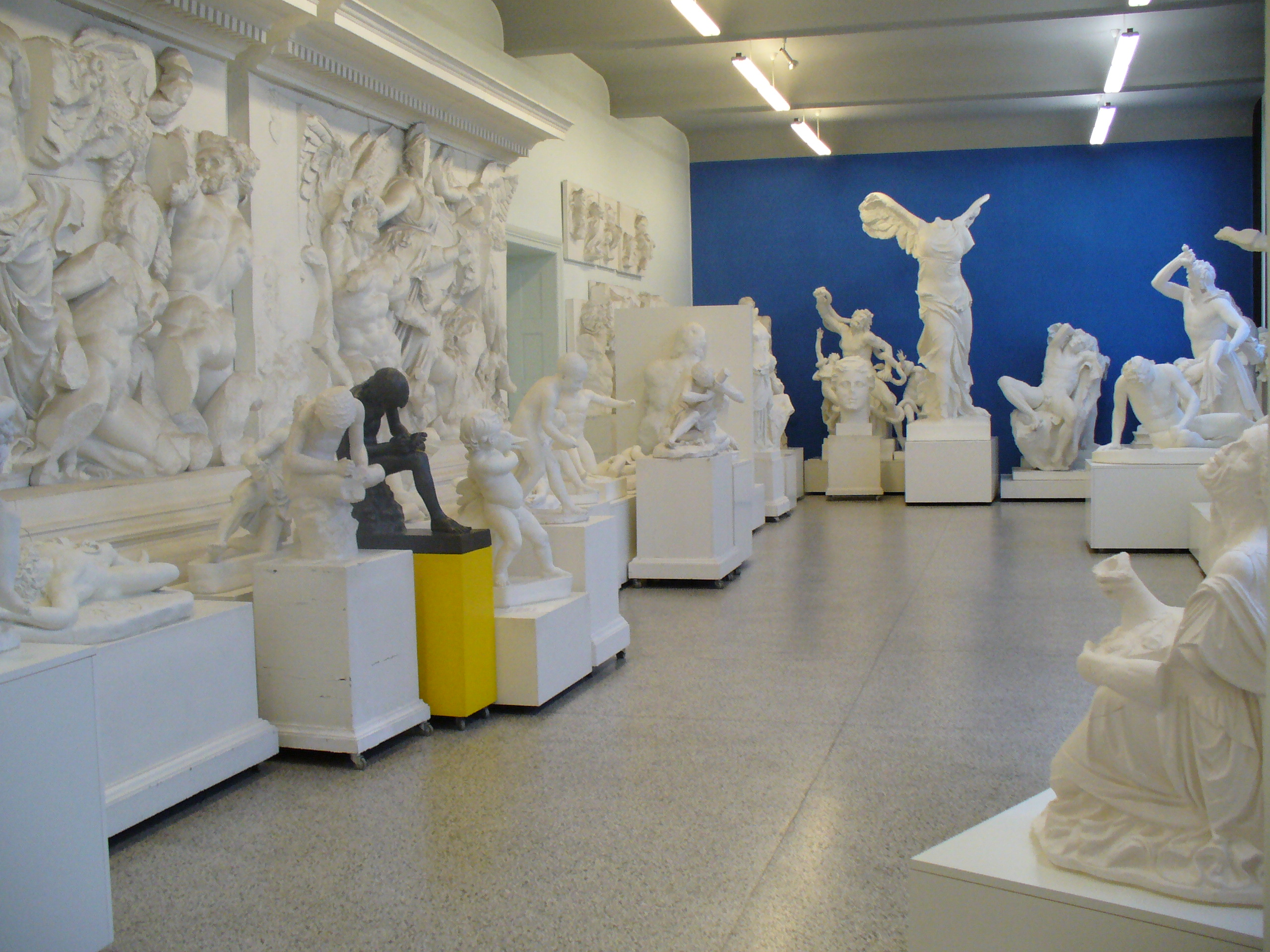
Stucs historiques de l’université de Göttingen.

Mais la visite du roi George II à Göttingen, le 1er août 1748, avait déjà été en soi un événement pour cette petite ville du Hanovre. Les festivités tenues dans l'église Saint-Paul ont été commémorées par une gravure (cf. planche ci-contre) et le récit qu'en a donné Johann Lorenz von Mosheim. De telles visites princières, à l'occasion même celles de membres de la dynastie régnante : celle du duc d’York en 1765, du Prince Ferdinand de Brunswick en 1768 ou du duc de Gloucester en 1769, constituaient pour les étudiants et le corps professoral des événements appréciés. Les Comitaten des confréries estudiantines de Nörten ou du quartier de Weende y participaient activement ; les membres de maisons guelfes étaient accueillis aux portes de l'université par une garde d'honneur formée de compatriotes du Hanovre et du Brunswick, annoncés („eingeholt“) et à la fin de leur séjour, raccompagnés.

#### Professeurs et savants
Le latiniste Christian Gottlob Heyne (1763–1812), directeur de la bibliothèque universitaire, fit ouvrir en 1767 une galerie de stucs moulés sur des sculptures antiques, qui reste à ce jour[Quand ?] l'une des plus grandes collections du monde en ce genre : depuis 2004, une visite virtuelle est possible par internet.
Georg Christoph Lichtenberg, recruté comme professeur de physique, mathématiques et d’astronomie en 1770, introduisit à l'université les premiers cours d’électricité. Cet érudit a composé non seulement des communications sur les sciences naturelles, mais il est également l'auteur d'essais philosophiques et même satiriques (on en a retrouvé entre autres dans ses brouillons). Il fut le premier en Allemagne à enseigner véritablement la physique expérimentale. Son cours (augmenté d'un appareil critique et historique) est toujours publié. Une effigie en bronze de Konrad Jochheim (de), placée dans l'auditorium Lichtenberg de l’université de Göttingen, rend hommage à ce pionnier des sciences appliquées.

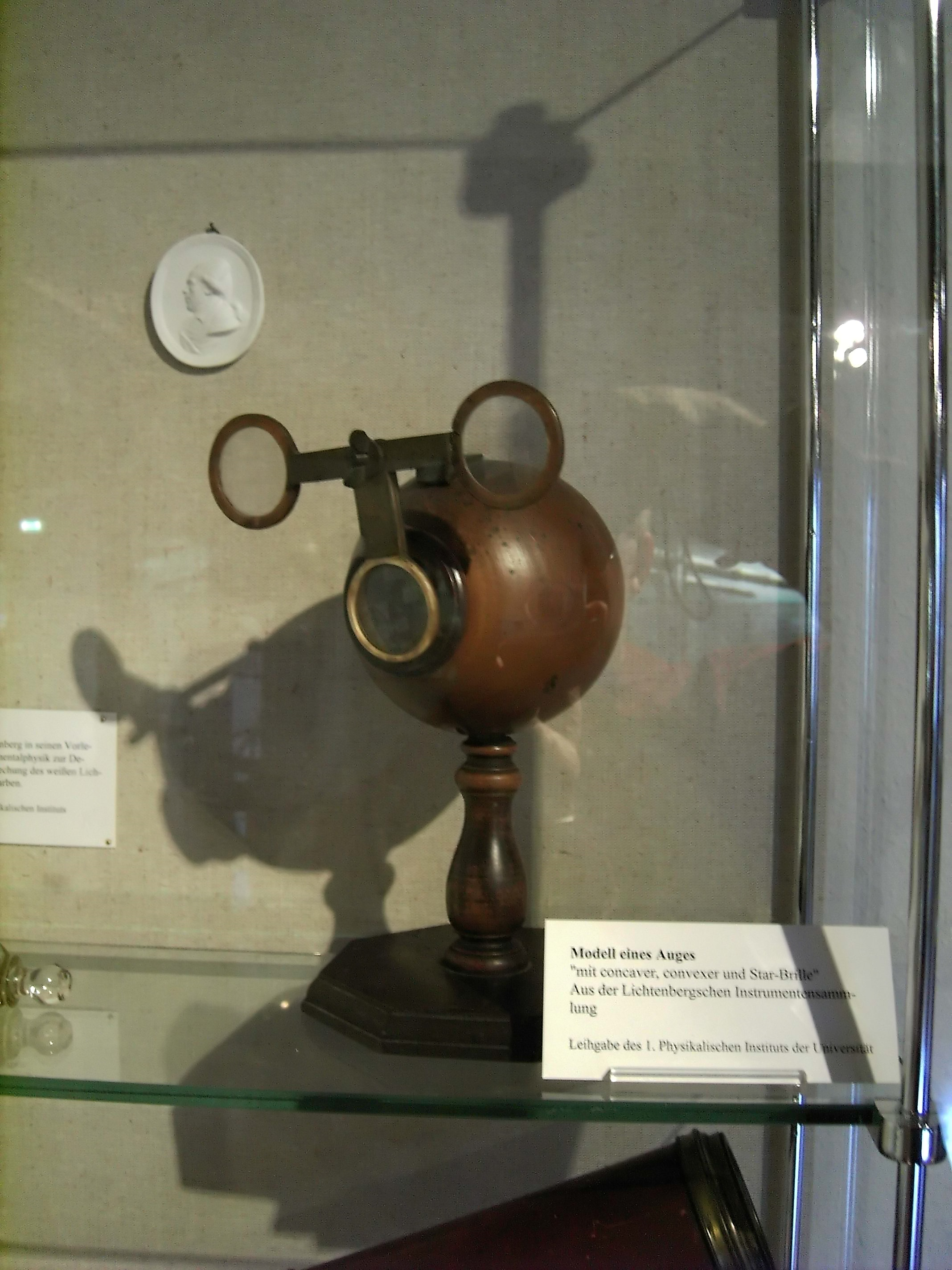
Maquette de l'œil au musée de Göttingen.
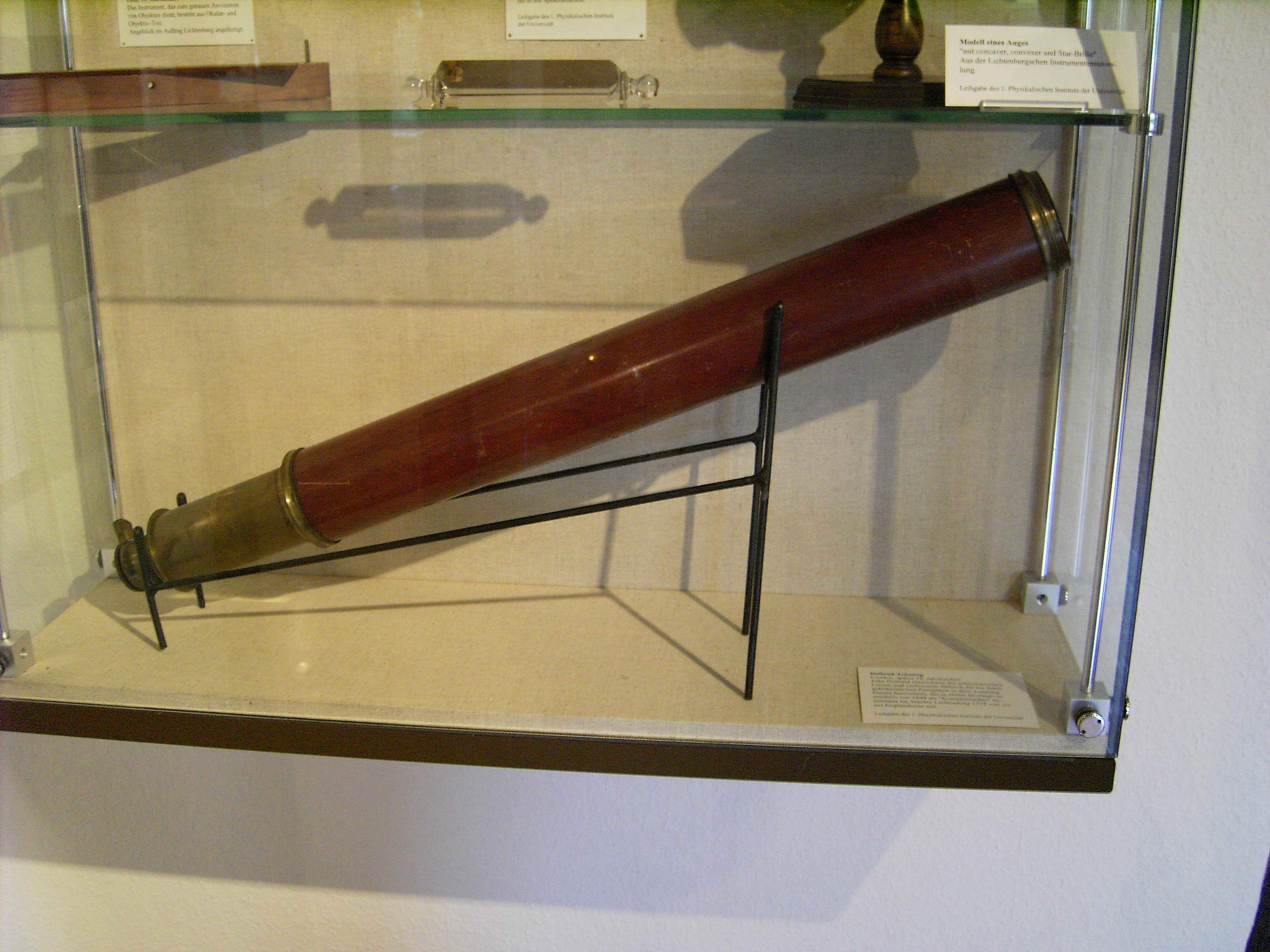
Le télescope de Dollond.
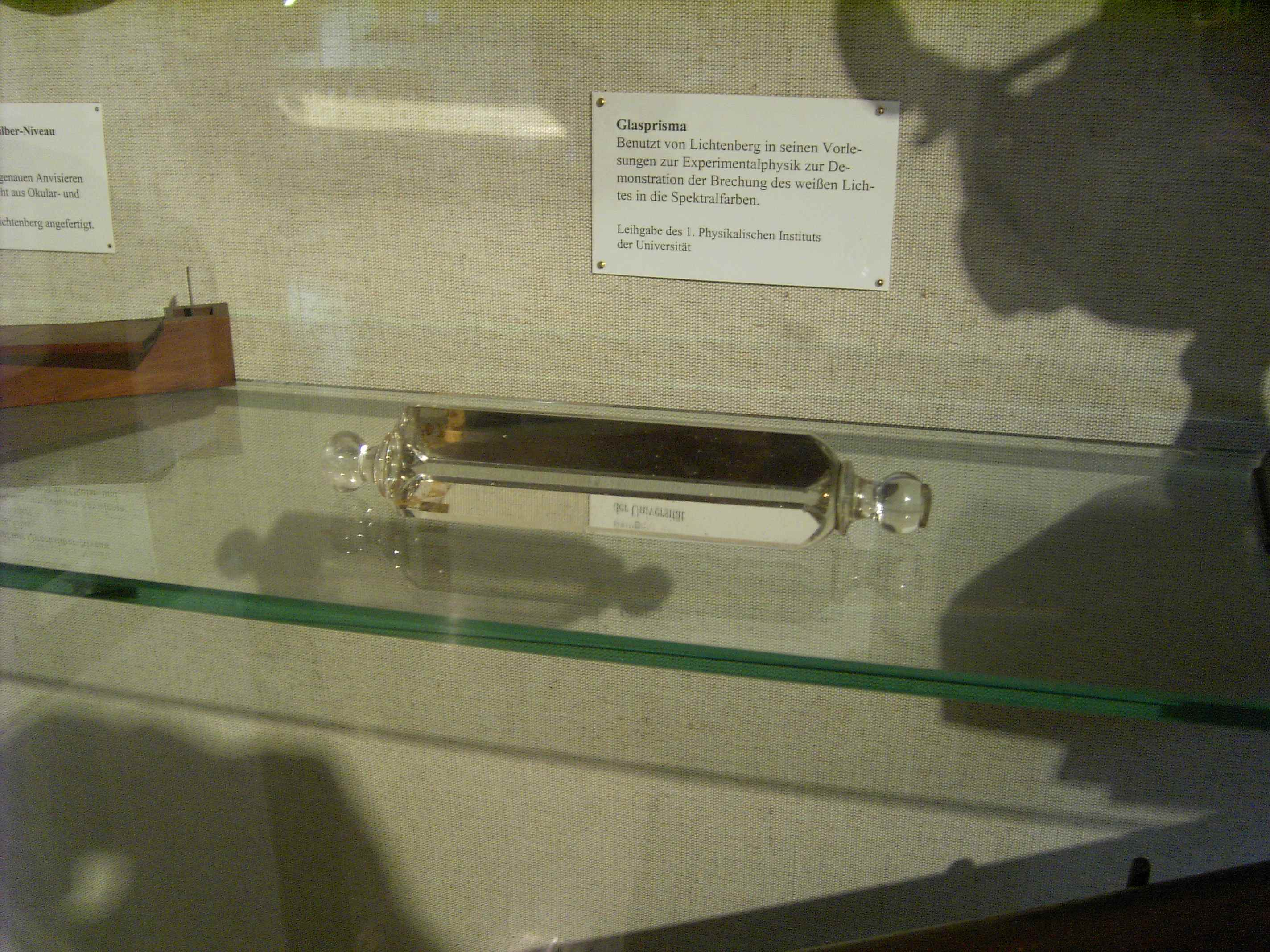
Un prisme.

Mais Lichtenberg n'est pas le seul érudit de réputation mondiale à avoir enseigné à Göttingen au XVIIIe siècle. L'un des hommes les plus influents de cette époque fut le médecin, zoologue et poète Albrecht von Haller (1736 – 1756), qui fit en sorte d'attirer à l'université les plus grands talents d'Allemagne. Johann Christian Erxleben créa le premier enseignement de sciences vétérinaires d'Allemagne à Göttingen en 1771. Il y a lieu de citer en outre le théologien et orientaliste Johann David Michaelis (1746–1791), le géographe Anton Friedrich Büsching ainsi que l'historien et journaliste August Ludwig von Schlözer (1769–1809).
On attribue à Schlözer le dicton : « Extra Gottingam non est vita, si est vita non est ita! » (« Il n'est de vraie vie hors de Göttingen, ou du moins pas de comparable ! »). On peut encore lire cette inscription à l'entrée du réfectoire historique de Göttingen. Sa fille Dorothea, une prodige méconnue, fut la première femme à soutenir une thèse (Dr. phil) en 1787 à l'occasion du jubilé des 50 ans de l'Université. C'est dans cette période d'extraordinaire épanouissement de l'université de Göttingen que se situent les années de Gœthe (1765–70), qui aurait désiré de tout son cœur étudier à Göttingen, mais que son père préféra envoyer sur les bancs de la vieille université de Leipzig.

« Accaparé par ces pensées, j'avais toujours Göttingen en tête. Je remettais toute ma confiance entre les mains d'hommes tels que Heyne, Michaelis et tant d'autres ; mon vœu le plus cher eût été de mettre mes pas dans les leurs, et de m'imprégner de leur enseignement. Mais mon père demeura inébranlable. »

— Gœthe , Poésie et vérité, IIe partie, livre VI.
Goethe, pour cette raison, fera par la suite de nombreux séjours à Göttingen.

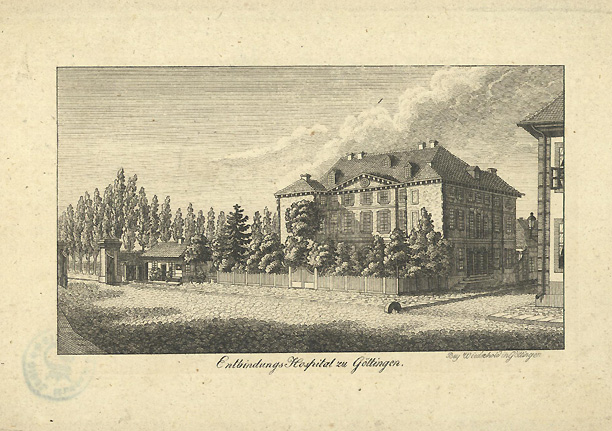
La clinique d'obstétrique de Göttingen fut la première à voir le jour en Allemagne.

En 1751, sur une initiative d’Albrecht von Haller, pour la première fois en Allemagne, une clinique d'obstétrique ouvrait ses portes. Dans les premiers temps cette clinique fut aménagée dans un hospice de déshérités. Vers la fin du XVIIIe siècle, elle fut transférée dans un édifice relativement plus moderne et plus confortable, édifié entre 1785 et 1790, la « Königliche Entbindungsanstalt » bientôt rebaptisée Accouchierhaus. Aujourd'hui, ces locaux abritent le séminaire musicologique de l'université.
L’orientaliste Johann David Michaelis organisa la première expédition vers l’Arabie. Ce voyage en Orient (1761-1767) était financé par la maison royale du Danemark. Y participaient trois anciens étudiants de Michaelis, dont seul le cartographe Carsten Niebuhr revint vivant en Europe.
La romantique Ligue du Bosquet se constitua au début des années 1770 : ce mouvement de jeunes poètes contribua à asseoir la réputation littéraire de la ville. C'est aussi dans le cercle restreint de l'université que se développa l’émancipation de la femme. Les « demoiselles » (mamsellen) de l’université de Göttingen ouvrirent la voie à la participation des femmes dans la démocratisation de l'enseignement supérieur et l'accès aux carrières scientifiques.
Vers 1780, le médecin et anthropologue Johann Friedrich Blumenbach créa un Conservatoire des traditions populaires, aujourd’hui rattaché à l’Institut d’Ethnologie. L’un des attraits de cette collection est l'ensemble d'artefacts rapportés d’une des expéditions de James Cook. Mais Blumenbach vaut surtout comme l'un des pionniers de la zoologie et de l’anthropologie en tant que discipline scientifique. Il se consacra particulièrement à l’anatomie comparée. Son « Manuel d’anatomie comparée et de physiologie » (Göttingen 1804, 3e éd. 1824) fut traduit dans presque toutes les langues d’Europe.
Avec la nomination de Johann Dominik Fiorillo à Göttingen en 1781, l’Histoire de l'art faisait son entrée dans les universités allemandes en tant que discipline académique.
C'est lors de la session de septembre 1802 de la Société des Sciences de Göttingen qu'un étudiant en théologie (et professeur assistant au lycée), Georg Friedrich Grotefend, dévoila sa méthode de déchiffrement de l’écriture cunéiforme, qui fut une percée décisive dans la connaissance du Vieux-perse. Le déchiffrement du cunéiforme marqua un tournant dans les recherches historiques sur l'Antiquité du Proche-Orient.

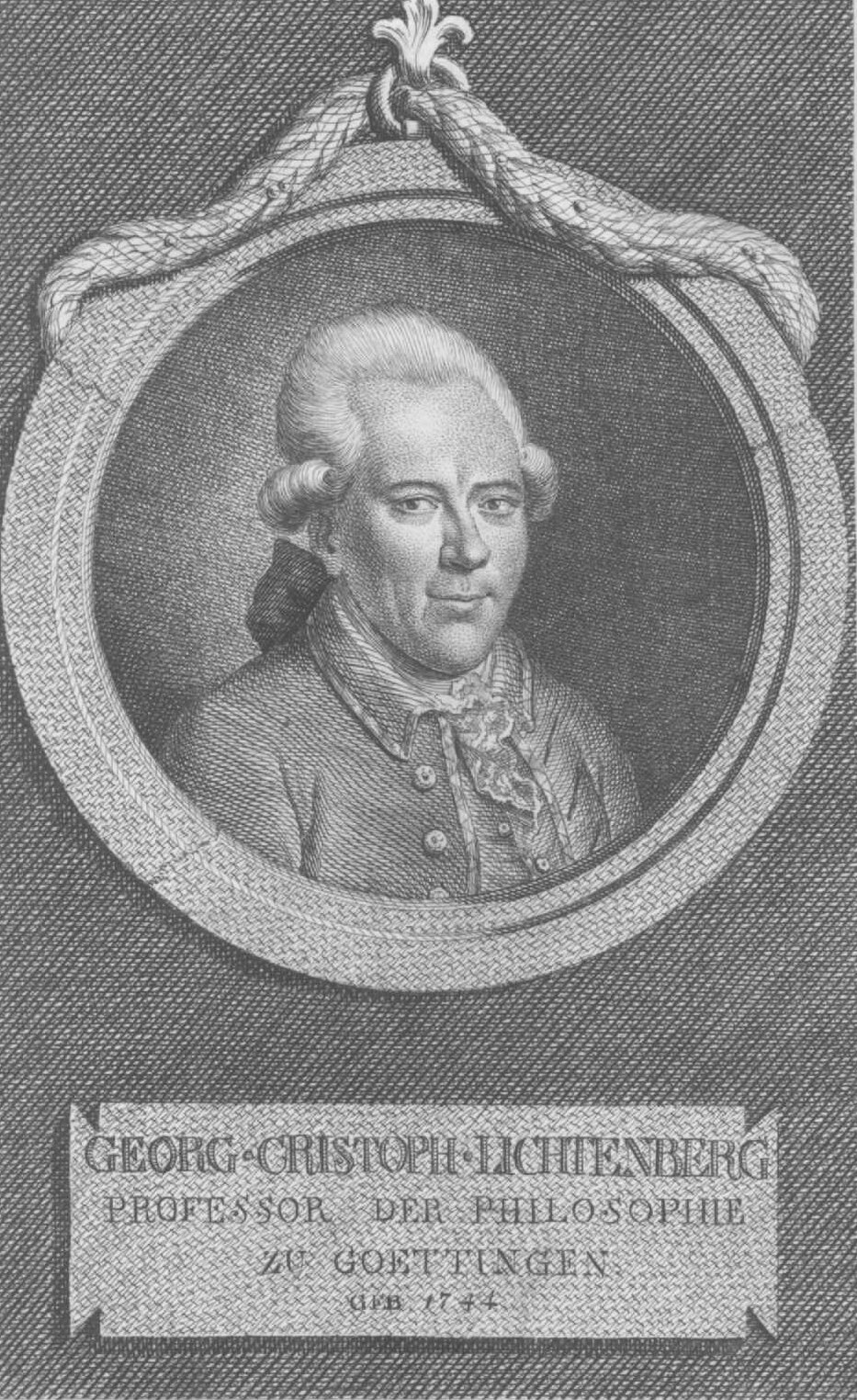
Le polymathe G.C. Lichtenberg.
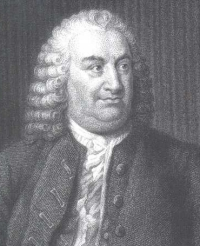
A. von Haller, médecin et polymathe.
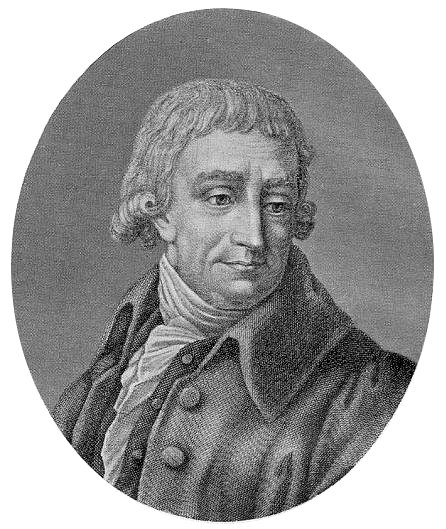
C.G. Heyne.
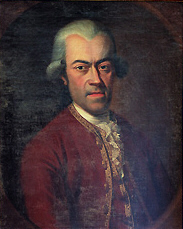
L’historien A.L. Schlözer.

### L’université au sein du Royaume de Westphalie
L'occupation française du Hanovre (convention d'Artlenburg, 1803) puis finalement de toute l'Allemagne (1806) fit de Göttingen, entre 1807 et 1813, le chef-lieu du département de la Leine, subdivision administrative du nouveau Royaume de Westphalie ; par là, elle dépendait administrativement et militairement de la ville princière de Cassel.

#### Les étudiants sous l'occupation française

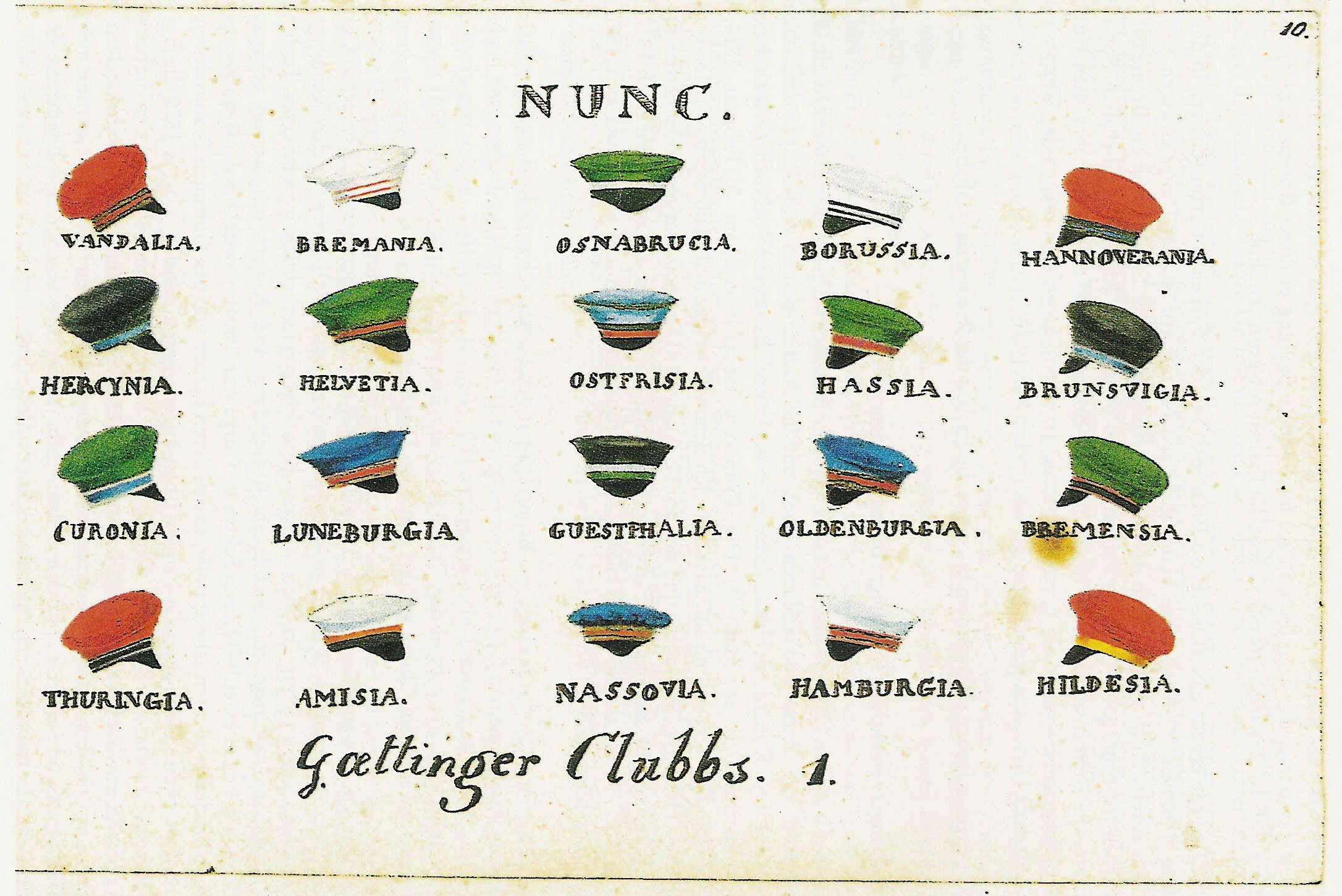
Casquettes d'étudiants de Göttingen aux couleurs des différentes confréries régionales (Landmannschaften), 1827.

Les réformes administratives et juridiques imposées par les autorités françaises débouchèrent en 1809 sur l'abolition de l'autonomie juridique des universités, faisant des étudiants de simples justiciables, et astreints au contrôle de la gendarmerie. Cette situation nouvelle, conjuguée à une sévérité et une pusillanimité administratives inhabituelles pour des étudiants allemands, conduisirent en 1809 à l’affaire des gendarmes (de). Le 17 août, des membres du Corps Hannovera chevauchaient paisiblement en ville lorsqu'ils furent arrêtés et molestés par les gendarmes au motif qu'ils occupaient indûment la voirie ; il s'ensuivit les plus vives protestations des étudiants et de la bourgeoisie locale. Cette affaire mettait en lumière que le Corps, et par-delà toutes les associations d'étudiants, restaient actifs malgré leur interdiction officielle : leurs membres furent condamnés à une peine de relégation. Le noyau dur de l'université de Göttingen, en la personne du pro-recteur Gustav von Hugo, célèbre juriste et fondateur de l'école allemande d'histoire du droit, et de son délégué auprès du gouvernement du Royaume de Westphalie Justus Christoph Leist (de), prit fait et cause pour les étudiants.
Plusieurs étudiants, en particulier des étudiants en droit, quittèrent Göttingen pour l’université de Heidelberg. La réputation de Göttingen s'effondra auprès des étudiants, la vie associative s'étiola et jusqu'au semestre d'hiver 1809-10 le nombre d'étudiants inscrits fut divisé par deux : des 615 étudiants inscrits cet été-là, seuls 473 retrouvèrent les amphithéâtres, dont environ 170 novices. Il fallut attendre le semestre d'hiver 1810-11 pour que, sous la direction du nouveau pro-recteur Tychsen, l'établissement retrouve un second souffle.
Mais dès 1811, le port (strictement prohibé) de casquettes bariolées parmi les étudiants provoquait une nouvelle crise. Le pro-recteur David Julius Pott (de) sollicita un moratoire et le préfet de Cassel, revenant sur sa décision, suspendit cette interdiction. Pour autant le gouvernement de Kassel continua de multiplier les enquêtes sur l'activité des associations estudiantines à Göttingen. Les membres de ces associations en venaient à se déguiser, comme membres de clubs. Dans quelques cas, ces enquêtes débouchèrent sur l'interdiction des réunions de certaines ligues régionales d'étudiants de l'université.
Lors de la campagne d'Allemagne, le nombre d'étudiants inscrits à Göttingen réaugmenta de moitié, quoique plusieurs étudiants perdissent la vie entre 1813 et 1815.

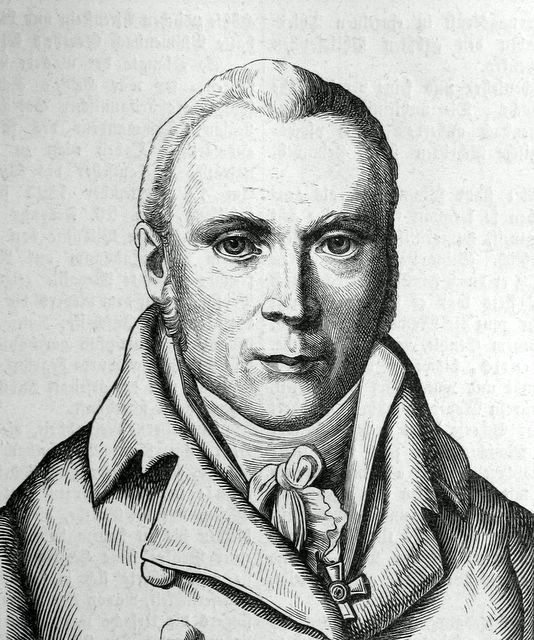
Johann Friedrich Blumenbach.
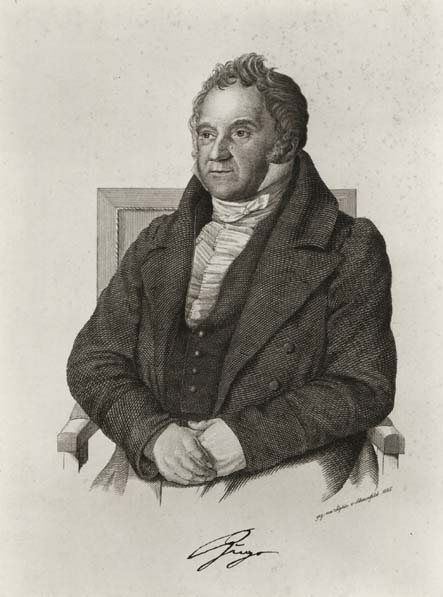
G. von Hugo, fondateur de l’École d'histoire du droit.

#### Politique universitaire
Quoique la recherche et l'enseignement ne fussent guère affectés durant la période française de Göttingen, la normalisation en Allemagne et dans le Hanovre s'accompagna d'un recul, en dépit de quelques recrutements réussis, comme celui du philosophe français Charles de Villers ; et si Göttingen fut relativement peu touchée par les mesures du gouvernement pro-français de Westphalie, il n'en alla pas de même pour la vieille Université guelfe de Helmstedt, fondée au XVIe siècle par les princes de la branche guelfe de Brunswick-Wolfenbüttel. Seule université régionale pendant presque exactement trois siècles, elle ne comptait plus au début du semestre d'hiver 1809-10 que 76 étudiants, ce qui décida les autorités à la fermer pour de bon. Göttingen restait ainsi la seule université du pays.
La petite université de Rinteln, dans le Weserbergland, avec à peine 120 étudiants, fut elle-même annexée en 1809 à la Georgia-Augusta.

### Du congrès de Vienne à l’annexion prussienne (1866)

#### Nationalisme et libéralisme

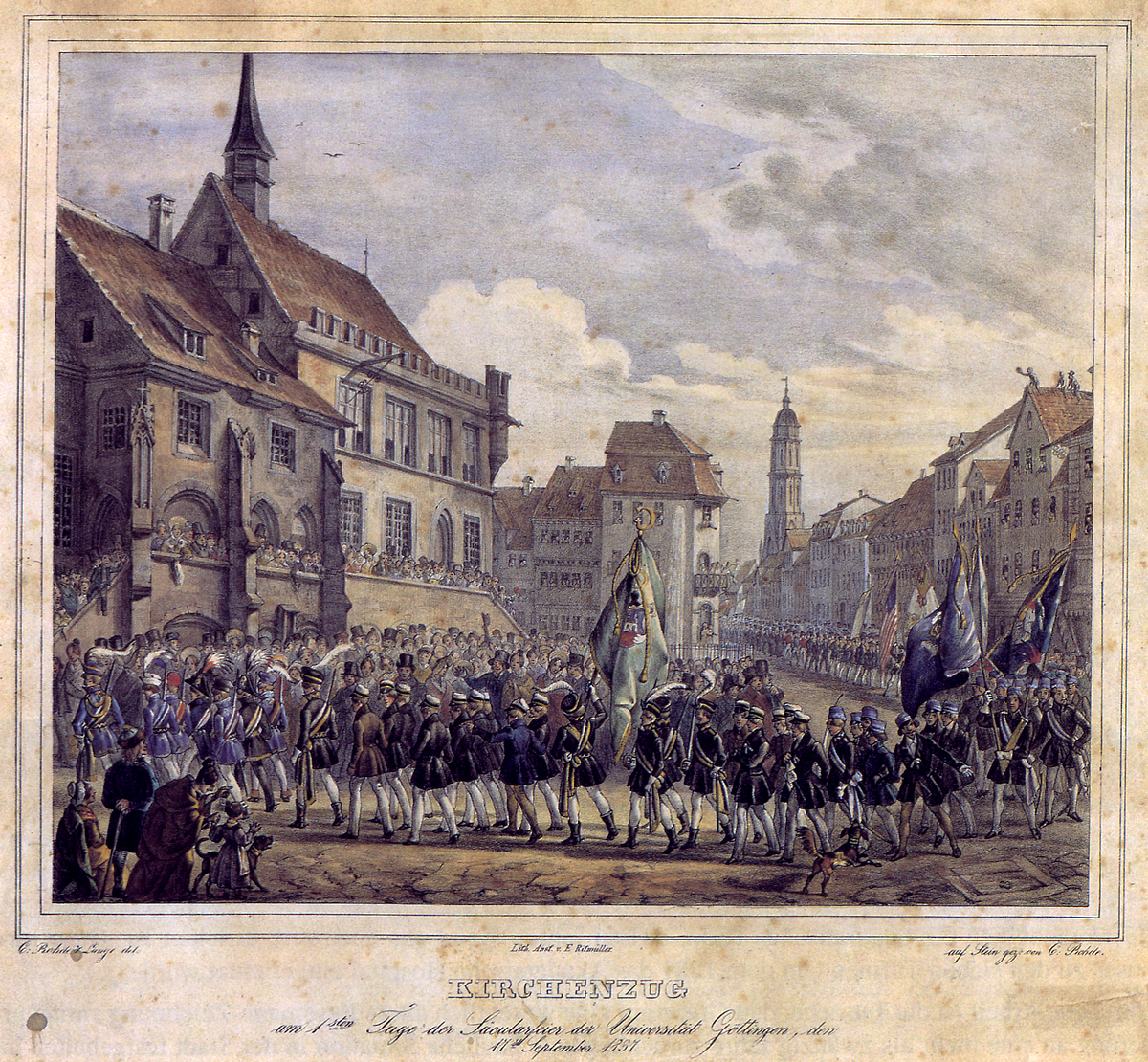
Défilé estudiantin à l'occasion du jubilé du centenaire (1837).

La fin des guerres napoléoniennes, en ramenant sur les bancs de l'université les engagés volontaires, propagea le libéralisme politique (burschenschaft) dans les universités d’Allemagne (et en particulier dans l'université hanovrienne de Göttingen) ; ce courant d'opinion, apparu à l'université d’Iéna sous l'influence de transfuges de l'université de Göttingen, prit forme avec la déclaration d’Urburschenschaft, fondement du serment de la confrérie Corps Vandalia, laquelle s'était formée sur l'exemple d’étudiants de Heidelberg. L'idée de libéralisme universel n'eut qu'un succès mitigé auprès des étudiants de Göttingen, et s'exprima surtout à l'occasion du banquet des Anciens. De ce point de vue, et jusqu'en 1848, les sociétés politiques libérales (Burschenschaften) restèrent marginales à Göttingen, tandis qu'au contraire les autres associations étudiantes et surtout la mode nationaliste du « costume de tradition allemande » (Altdeutsche Tracht) étaient florissantes.

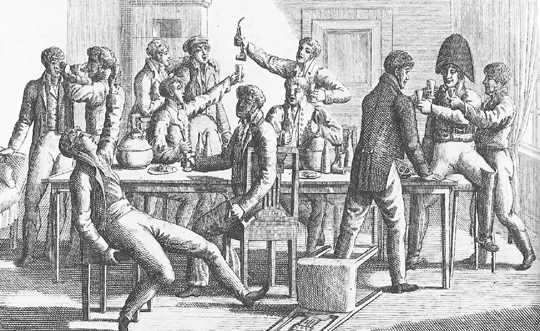
Beuverie d'étudiants à Göttingen (1816).

En 1818, une altercation entre un artisan et un étudiant se solda par une escalade des provocations qui finit par déclencher l'intervention des hussards contre les étudiants ; il s'ensuivit une nouvelle manifestation de masse, cette fois à Witzenhausen. Comme cette grève des étudiants demeurait sans effet, les étudiants quittèrent en masse l'université, si bien qu'au semestre d'hiver, le nombre d'inscrits s’effondra de 1 158 à 858. Avec les enquêtes policières diligentées à cette occasion et l'adoption des décrets de Karlsbad, le 20 septembre 1819, comprenant un volet de lois sur l’Université, la répression frappa les confréries et les sociétés secrètes d'étudiants, et se poursuivit sans répit jusqu'au milieu des années 1820. La nouvelle manifestation estudiantine de Witzenhausen, en 1823, fut de nouveau un échec, d'autant qu'en Prusse, le gouvernement, devant la menace de sympathisants dans l'administration, faisait savoir que les postes universitaires étaient en sureffectif.
Le futur duc Guillaume de Brunswick, assisté d'un adjudant, fréquenta l'université une année en 1822-23, avant d'effectuer son service militaire dans l'armée prussienne ; après l'abdication forcée de son frère sous la pression populaire en 1830, il montera finalement sur le trône de Brunswick.
Vers cette époque, le poète Heinrich Heine évoque avec ironie la ville, ses habitants et son université dans son Voyage autour du Hartz : « Göttingen est une belle ville, à condition de la voir de dos »
Le nombre d'inscriptions à Göttingen, université traditionnellement fort appréciée des étudiants des Pays baltes, se rétablit d'autant plus lentement que le tsar Nicolas Ier, après son avènement en 1825, s’opposa et même finit par interdire par des lois draconiennes, l’émigration au Hanovre des jeunes Baltes, notamment des étudiants de la confrérie Corps Curonia Goettingensis originaires de Courlande.

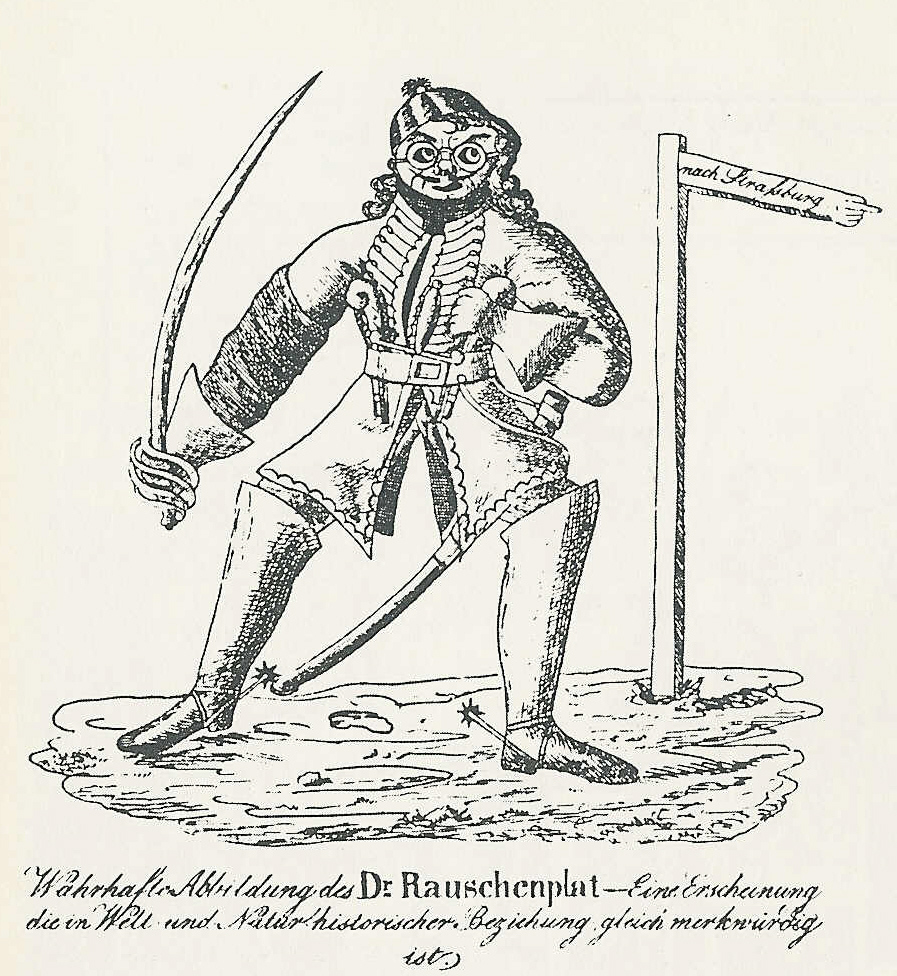
Portrait authentique du Dr Rauschenplat – un prodige de portée historique, pour le monde et l'histoire du vivant. Gravure anonyme (1831).

La nuit de la Saint-Sylvestre 1828-29 fut le théâtre de nouveaux troubles en ville. Les autorités de l'université avaient interdit par voie d'affiche les beuveries estudiantines, provoquant un rassemblement en masse des étudiants sur la place du Marché, où l'on entonna le Gaudeamus igitur. Les meneurs, poursuivis à travers la ville par des surveillants de l'université, éteignaient les becs de gaz à leur passage et brisaient les vitres des maisons de membres du corps enseignant. Les bagarres qui s'ensuivirent firent plusieurs blessés, mais les responsables ne pouvant être identifiés, l'affaire en resta là.
Le futur monarque Maximilien II de Bavière, fils du roi Louis Ier, suivit à Göttingen en 1829-30 les cours de Friedrich Dahlmann et d’Arnold Heeren (histoire et droit constitutionnel).
À l'annonce des Trois Glorieuses survenues à Paris (1830), le mois de janvier 1831 vit de nouvelles émeutes qui débouchèrent sur une révolution bourgeoise, parfois appelée « révolution de Göttingen ». Un conseil révolutionnaire, présidé par le privat-docent Johann Ernst Arminius von Rauschenplatt (de), décréta le 8 janvier 1831 la dissolution du conseil municipal de Göttingen. On exigea du roi le renvoi du ministère Münster et l'octroi d'une nouvelle constitution pour le Hanovre, d'inspiration libérale ; dans les rues, les étudiants se mirent à fumer la pipe en public, ce qui était formellement interdit. Finalement, le 15 janvier, le général von dem Busche, à la tête d'un corps d’armée de 8 000 hommes (fanfare en tête) détaché de l'armée de Nörten-Hardenberg, mit un terme à l'agitation. Conséquence de ce soulèvement, le roi renvoya effectivement son ministre, le comte Ernst von Münster, nommé ambassadeur près la cour de Londres, et appela le duc de Cambridge au poste de vice-roi du Hanovre.
De 1842 à 45, les confréries estudiantines furent gagnées par le mouvement libéral Progress qui, épris d'égalitarisme et imprégné des idéaux patriotiques de la révolution de juillet et la Fête de Hambach, militait pour l'abolition des privilèges académiques.
Des délégations participèrent à la fête de la Wartbourg (1848) et au congrès d'étudiants (de) la même année à Eisenach ; les mouvements étudiants tentèrent à cette occasion de faire remonter leurs revendications au Parlement de Francfort.
Avec les émeutes de 1848, le mouvement Progress perdit de son audience à Göttingen, dépassé vers le milieu des années 1850 par les Wilden, association regroupant des étudiants de classes sociales plus modestes et favorables aux votes d'autodétermination. L’année Schiller, en 1859, marque à cet égard un premier tournant. Le mouvement des Wilden regroupa d'abord tous les étudiants qui n’avaient pu (ou ne désiraient pas) s'affilier à l'un des clubs aristocratiques de l'université ; il donna peu à peu naissance à une association indépendante des étudiants, la Freistudentenschaft : dès le mois de juillet 1863, elle était à l'origine de l’Allgemeiner Ausschuß der Studentenschaft, précurseur de l’actuelle Commission générale des étudiants (AStA).
L'arrivée du chemin de fer à Göttingen en 1854-55 fit beaucoup pour la croissance de l'université, tout en aiguisant naturellement la concurrence avec les autres établissements d'Allemagne du point de vue de la réputation des enseignements dispensés. Déjà à l'époque, le solde migratoire des étudiants était en faveur des universités du Sud de l'Allemagne.
Le 18 octobre 1863 fut marqué par les émeutes de la Weender : les festivités accompagnant le cinquantenaire de la bataille de Leipzig devaient se conclure par un défilé, qui finalement tourna au pugilat par suite de disputes sur l'ordre à observer dans le défilé et notamment la place des musiciens du chœur de l'université. Il s'ensuivit l'année suivante la dissolution de plusieurs sociétés étudiantes, qui toutefois continuèrent à se réunir en secret.

#### Nouvelles percées scientifiques au sein de l'université

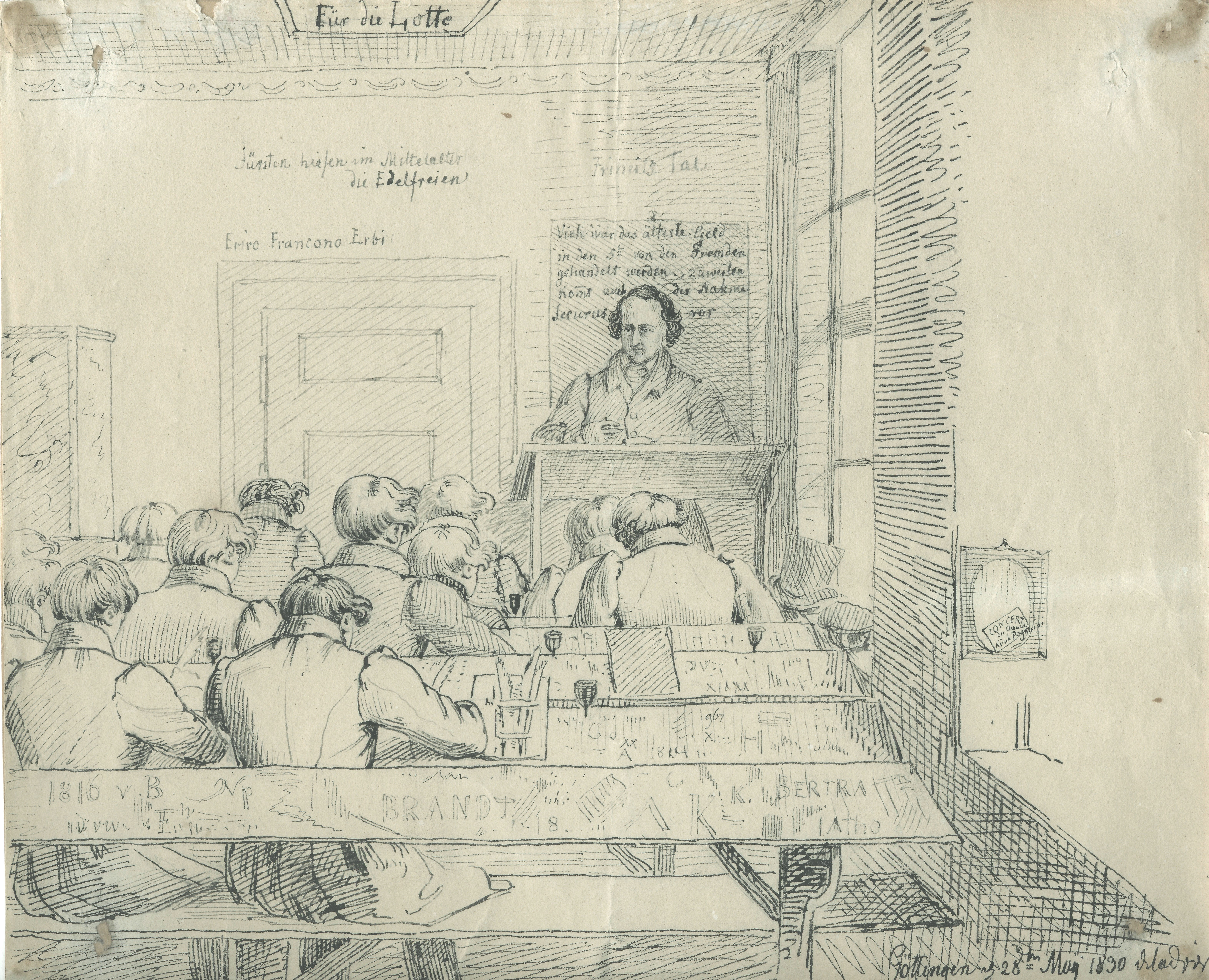
La classe de Jacob Grimm à Göttingen, le 28 mai 1830.

C'est au milieu des troubles révolutionnaires (1830) qu'on appela les frères Jacob et Wilhelm Grimm à l'université de Göttingen, le premier en tant que bibliothécaire et professeur, le second seulement en tant que bibliothécaire. Là, ils s'attelèrent à l'étude la vieille littérature germanique et, s'appuyant sur le fruit de leurs recherches, ils donnèrent des conférences sur le droit coutumier, ainsi que le vieil allemand parlé et écrit : par là, ils posèrent les bases de la germanistique naissante.
Le chimiste Friedrich Wöhler prit en 1836 la succession du Pr Friedrich Stromeyer. Wöhler, en réalisant la synthèse de l’urée à partir du cyanate d'ammonium (1828), s'imposa comme un pionnier de la chimie organique : en effet, la synthèse de l’urée ouvrait la voie à la biochimie, puisque pour la première fois on parvenait à fabriquer artificiellement, c'est-à-dire à partir de matière « inerte », une substance chimique jusque-là uniquement sécrétée par des organismes vivants. Par-delà, cette synthèse in-vitro constituait une réfutation de la théorie du Vitalisme, qui postulait l'intervention nécessaire d’une « force vitale transcendante » (vis vitalis) dans la formation des substances tirées du vivant.
À la même époque, Carl Friedrich Gauss, l'un des plus fameux mathématiciens de tous les temps, était simultanément professeur de l’université et directeur de l'observatoire.
De 1863 à 1866, Robert Koch termina à Göttingen ses études de médecine et y passa ses examens. Koch reste aujourd'hui comme le fondateur de la bactériologie moderne et, jusqu'à un certain point, de la médecine tropicale. Ses recherches et celles de ses élèves contribuèrent de manière décisive à atténuer les effets des épidémies les plus dramatiques pour l'homme et le bétail.

#### Rayonnement interrégional de l'université de Göttingen

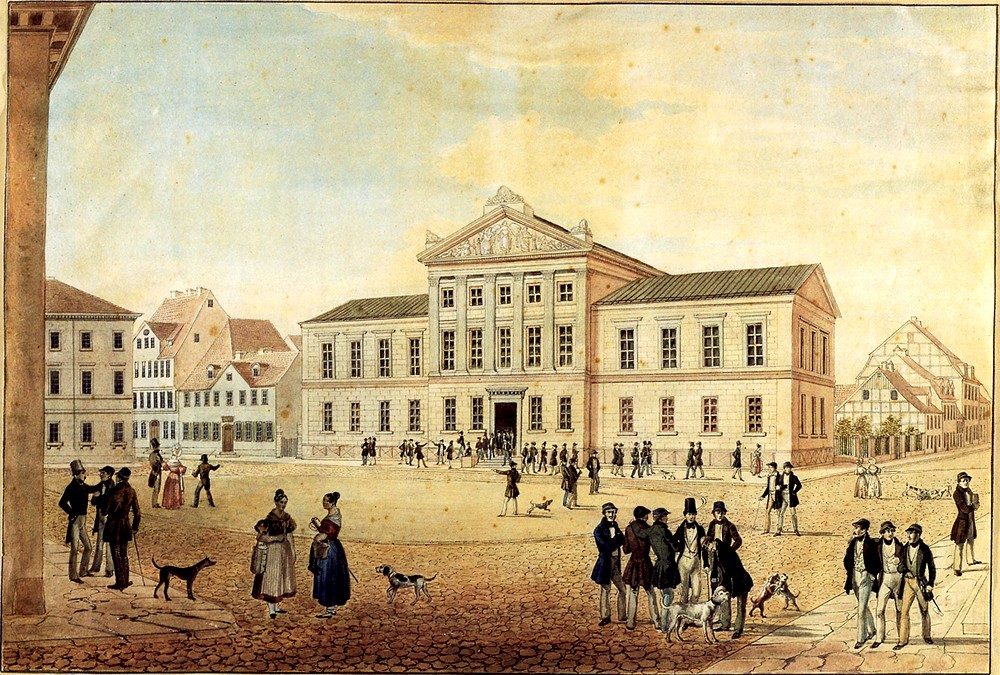
Aula sur la Wilhelmsplatz vers 1837.

Comme le Duché de Nassau ne disposait en propre d'aucune université nationale, le duc Guillaume de Nassau décida de conclure le 28 octobre 1817 un traité avec le Hanovre faisant de l'université Georg-August de Göttingen l'université régionale de Nassau, ce qu'elle demeura jusqu'à l'annexion du duché par la Prusse en 1866. En 1837, Guillaume IV, à l'occasion du centenaire de l'établissement, avait fait don à la Georgia Augusta d'un bâtiment édifié entre 1835 et 1837 (de). Cet édifice, œuvre de l'architecte Otto Praël (de), reprenait, à l'exemple de Karl Friedrich Schinkel, l'ordonnance d'une basilique romaine. Les bas-reliefs de la façade sont l'œuvre du sculpteur Ernst von Bandel. En remerciement à leur souverain, les citoyens de Göttingen firent dresser sur la Wilhelmsplatz, face à ce grand hall de réception, une statue, qui demeure à ce jour[Quand ?] la seule statue d'un monarque britannique sur le sol allemand.

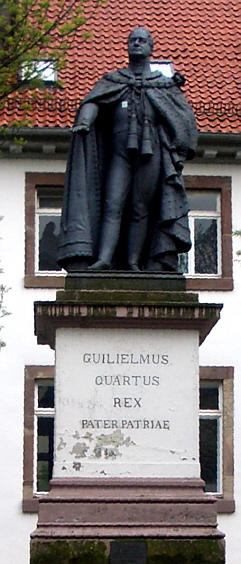
Statue du roi Guillaume IV à Göttingen.

On peut toujours visiter, dans ce grand hall, l'un des cachots destinés aux étudiants trublions.
En 1837, l’université connut pourtant une crise sérieuse à la suite de la démission brutale de sept de ses professeurs les plus éminents (les « sept de Göttingen »), dont les frères Grimm et le physicien Wilhelm Weber, car ils étaient opposés à la nouvelle constitution du Hanovre, abolissant la loi constitutionnelle de 1833 et rétablissant en effet la constitution absolutiste de 1819. Comme les chaires laissées vacantes ne trouvaient pas de candidat (les collègues des démissionnaires, dans les autres universités d'Allemagne, étant solidaires), on rappela les « Sept de Göttingen » ; mais seuls le physicien Weber et l’orientaliste Heinrich Ewald consentirent à reprendre les cours à la Georgia-Augusta. Une certaine historiographie a comparé cet épisode à celui de l'année 1934 (contexte de purge).

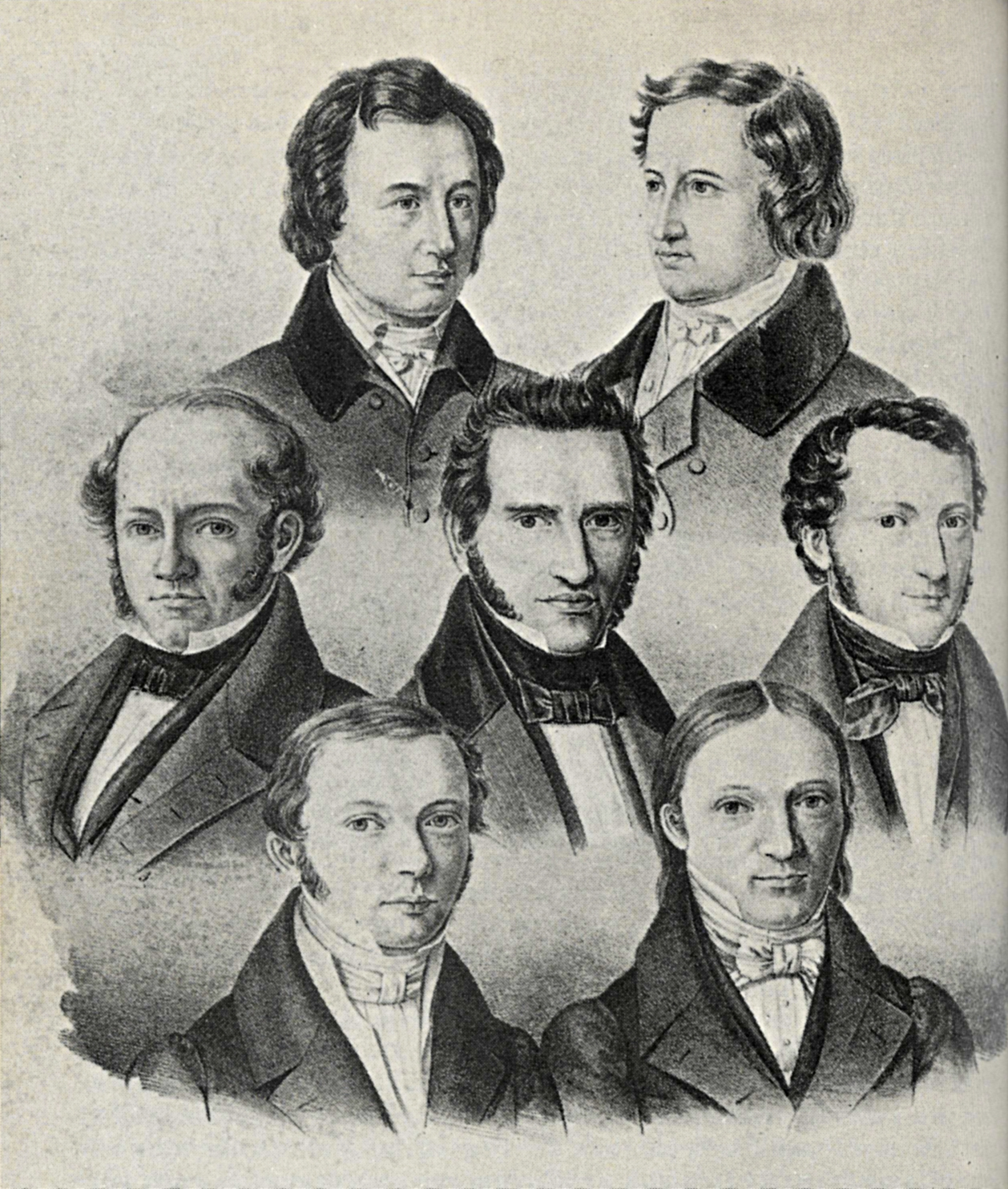
Les « sept de Göttingen » : (1) Wilhelm Grimm, (2) Jacob Grimm, (3) Wilhelm Eduard Albrecht, (4) Friedrich Christoph Dahlmann, (5) Georg Gottfried Gervinus, (6) Wilhelm Eduard Weber, (7) Heinrich Ewald.

Ces questions de constitution de 1837 débouchèrent finalement sur les émeutes survenues en 1848 à Göttingen et dans l'université même ; en cette Période du Vormärz, la contestation avait été quelque peu aplanie par les concessions du gouvernement de Hanovre à l'esprit du temps : des « Sept de Göttingen », deux professeurs avaient accepté de reprendre leur poste à Göttingen, et l’on accorda aux étudiants la liberté d'expression. Aussi la révolution prit à Göttingen un tour relativement calme. Cependant le 30 juillet 1848, un rassemblement de révolutionnaires à Rauschenwasser, auquel assistaient des citadins et de simples touristes, tourna à la confusion, déclenchant les émeutes de Bovenden : les paysans du cru avaient interprété les rodomontades des orateurs sur la nécessité d'une réforme agraire comme un appel à les dépouiller de leurs terres. Ils s'en prirent aussitôt à la manifestation en se faisant des armes de tous les outils qui leur tombaient sous la main, y compris fléaux et fourches. Un étudiant, blessé au ventre, mourut le lendemain. Dans la panique qui s'ensuivit, on fit appel à la milice de Göttingen pour rétablir l'ordre : aux premiers coups de feu tirés en l'air en guise d'avertissement, tout revint en ordre.
L’auditorium néogothique de la porte de Weende fut édifié en 1866 à l'extérieur des remparts ; il abrite désormais la pinacothèque de l'université. La construction de l'auditorium permit de faire de la place pour agrandir la bibliothèque universitaire dans le quartier de l'église Saint-Paul. Cette église, tout comme la halle de la Wilhelmsplatz, demeurèrent des salles de cours, et cela jusqu'à la construction de bâtiments polyvalents dans les années 1970.
Lors de la guerre austro-prussienne de 1866, les forces du Hanovre se replièrent sur Göttingen et remportèrent sur l'armée prussienne une victoire à la Pyrrhus à la bataille de Langensalza ; l'arrivée en ville de l'armée s'accompagna d'émeutes et de pillages. Le conseil des échevins fit appel au recteur de l'université, lui proposant d'armer les étudiants. Ainsi, trois corps de milice étudiantes furent équipés dans la caserne de Göttingen afin de rétablir l'ordre, mais il n'y eut finalement aucune confrontation avec les pillards. Deux jours plus tard, alors que l'armée prussienne venue de Hambourg se présentait devant les murs de la ville, les étudiants restituèrent leurs armes.

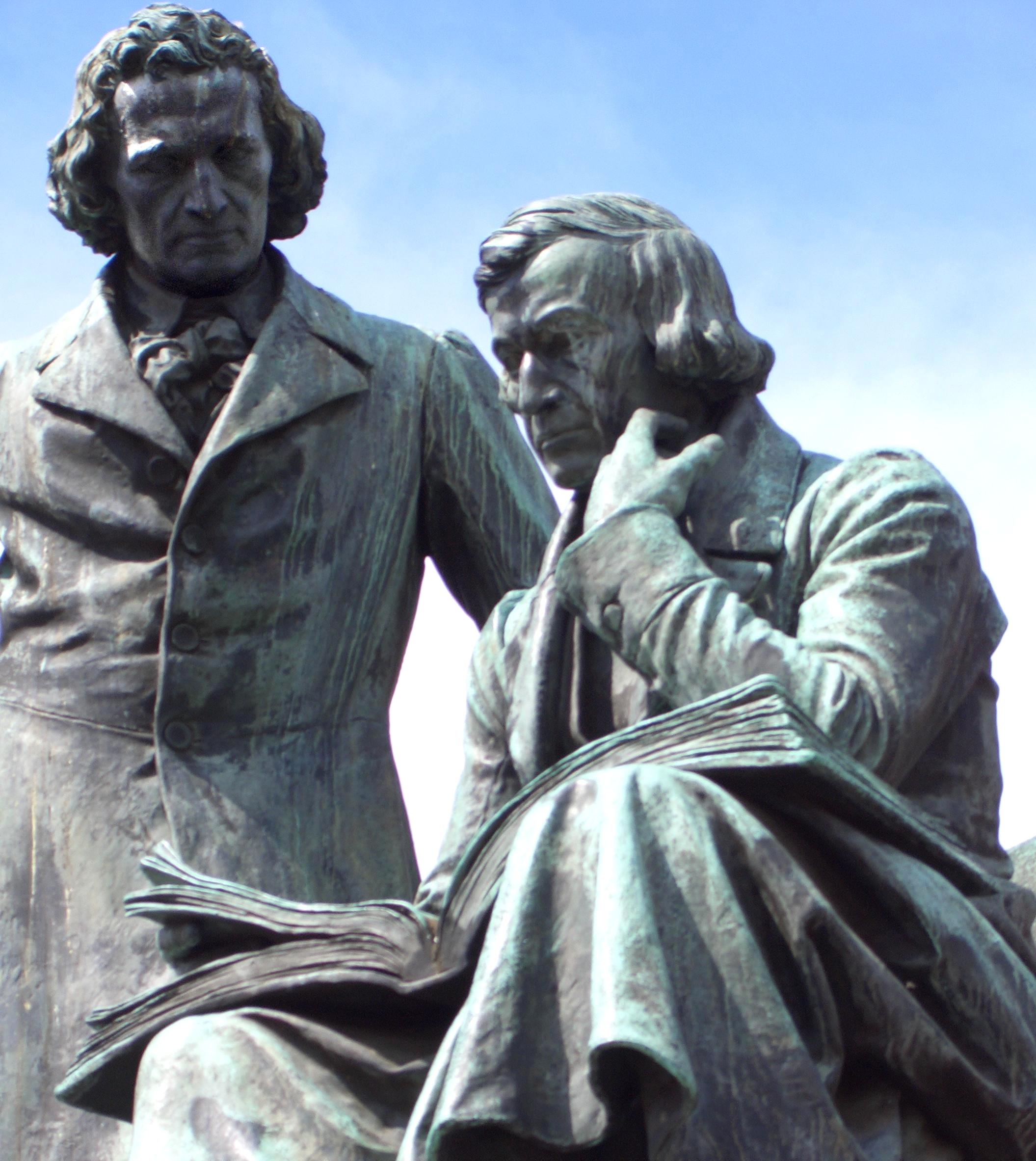
Les grammairiens Wilhelm et Jacob Grimm.
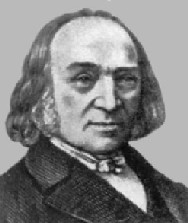
L’orientaliste Heinrich Ewald.
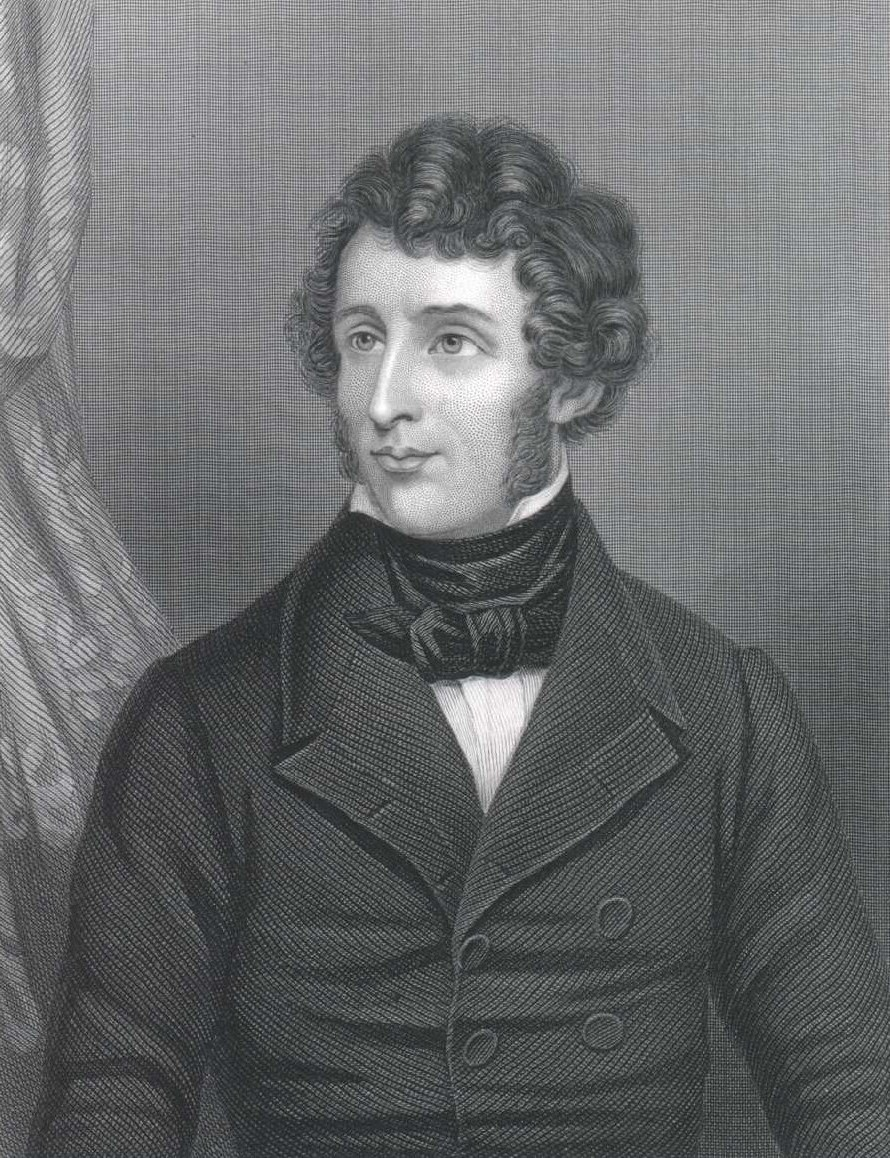
Le chimiste Friedrich Wöhler.
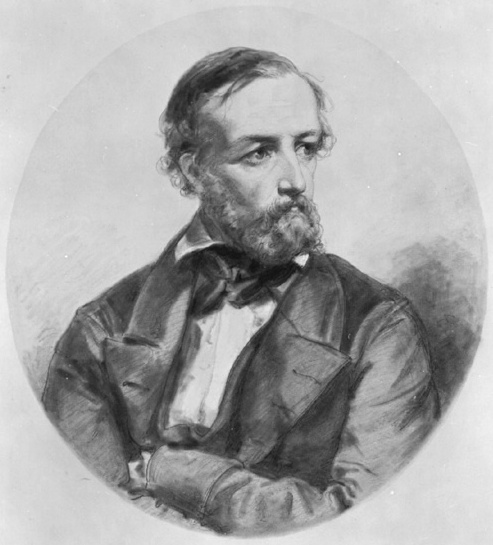
Le mathématicien Johann Peter Gustav Lejeune Dirichlet.
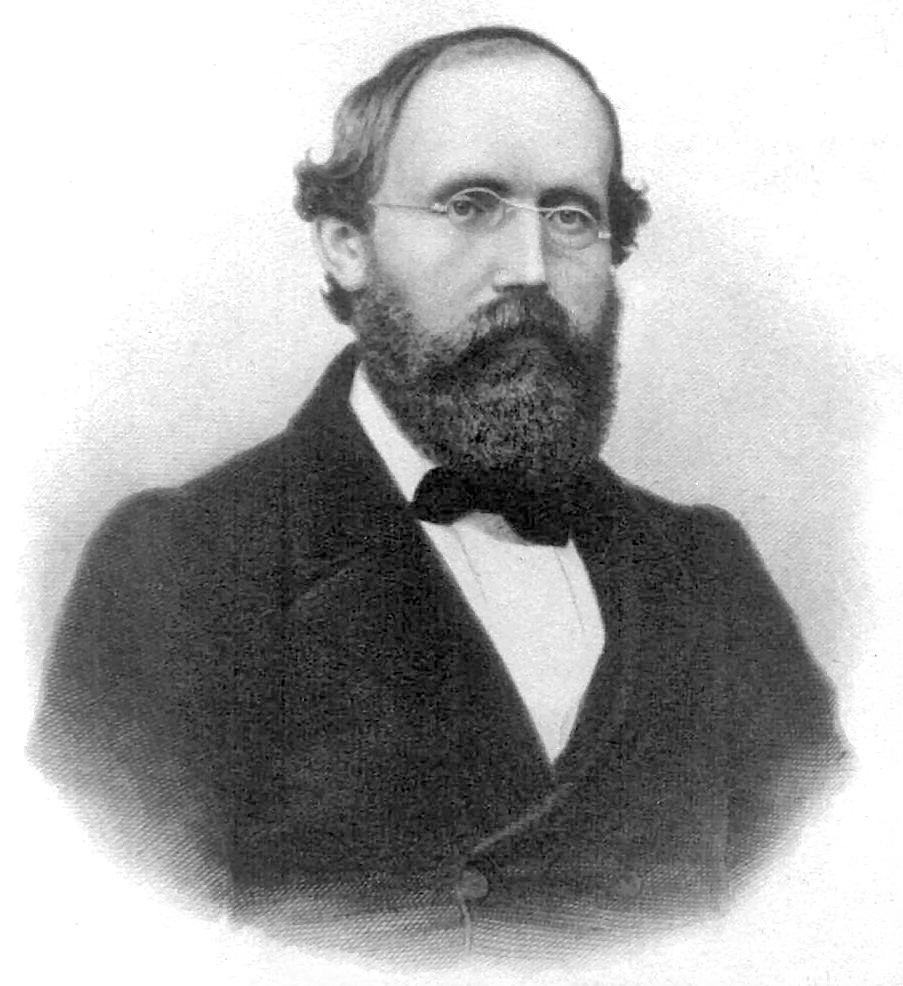
Le mathématicien Bernhard Riemann.

### La Georgia-Augusta dans l'Empire allemand
Au second semestre de 1866, l'université Georgia-Augusta devint une université prussienne.
En 1881, les autorités imposèrent aux étudiants de Göttingen un durcissement des conditions de couvre-feu ce qui déclencha le 15 mai la beuverie de Göttingen, qui se solda par 300 arrestations et une multitude de condamnations allant jusqu'à des peines de prison.
La politique de recrutement active et déterminée des hauts fonctionnaires prussiens, poursuivie par le ministre des cultes Friedrich Althoff, devait mener à l'aube du XXe siècle au développement d'une élite académique à Göttingen, qui connut un rayonnement mondial jusque dans les années 1920, et qui est parfois évoquée comme la pépinière de prix Nobel de Göttingen. Rudolf von Jhering, un des plus célèbres juristes allemands, fut appelé à enseigner à Göttingen, mais l'un des recrutements les plus réussis du ministre Althoff fut encore celui du mathématicien Felix Klein, qui s'avéra lui-même un organisateur exceptionnel, et qui permit à Althoff de faire de Göttingen l'une des premières écoles de mathématiques et de sciences physiques d'Europe : vinrent notamment travailler à Göttingen les chimistes Walther Nernst et Richard Zsigmondy, dont la mémoire est aujourd'hui honorée par le musée de la chimie de Göttingen (de). En 1900, le mathématicien Hilbert énonça à Paris un programme de recherche en 23 points, qui devait marquer de son empreinte toutes les recherches mathématiques du XXe siècle. Le physicien Ludwig Prandtl, recruté en 1904 à Göttingen, y créa l’Institut de recherches d’aérodynamique de Göttingen (Aerodynamische Versuchsanstalt Göttingen, AVA).
Constantin Carathéodory avait soutenu sa thèse à Göttingen avec un mémoire « Sur les solutions discontinues dans le calcul des variations » (Über die diskontinuierlichen Lösungen in der Variationsrechnung). Les autorités universitaires avaient reconnu son génie mathématique et la veille de sa soutenance (le Rigorosum), Felix Klein vint lui-même lui proposer de passer sa thèse d’habilitation en restant à Göttingen. Carathéodory fut habilité le 1er octobre 1904, avec une thèse d'habilitation dirigée par Hermann Minkowski. Les contributions de Carathéodory au calcul des variations, à l’analyse fonctionnelle, à l’optique géométrique, à la thermodynamique ainsi qu’à la physique théorique ont influencé une pléiade de mathématiciens illustres.

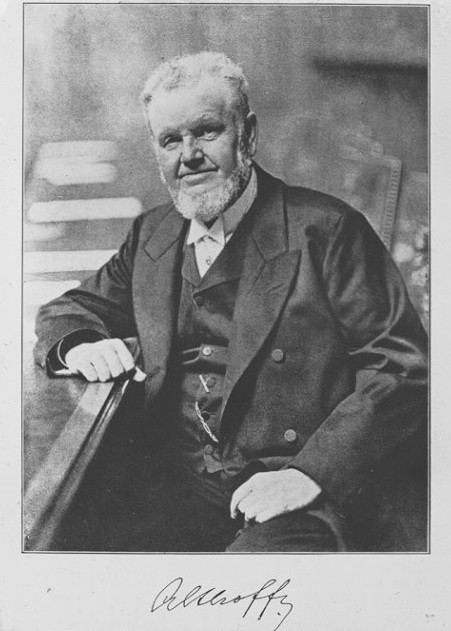
Friedrich Althoff, administrateur prussien.
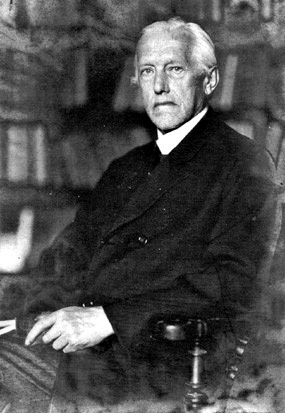
Le philologue Ulrich von Wilamowitz-Moellendorff conseillait activement le ministre Althoff dans le choix des recrues.
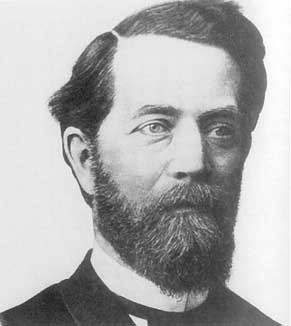
Le mathématicien Felix Klein.
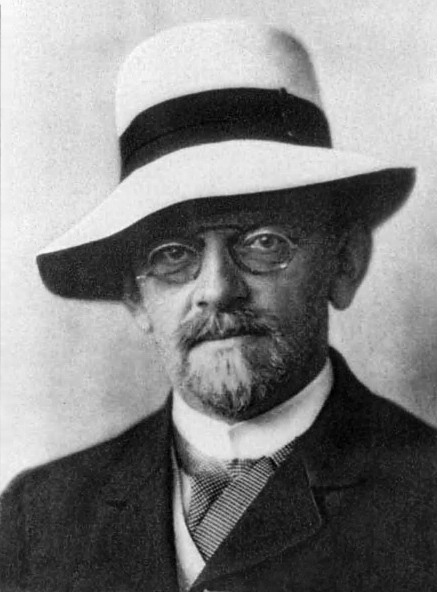
Le mathématicien David Hilbert.
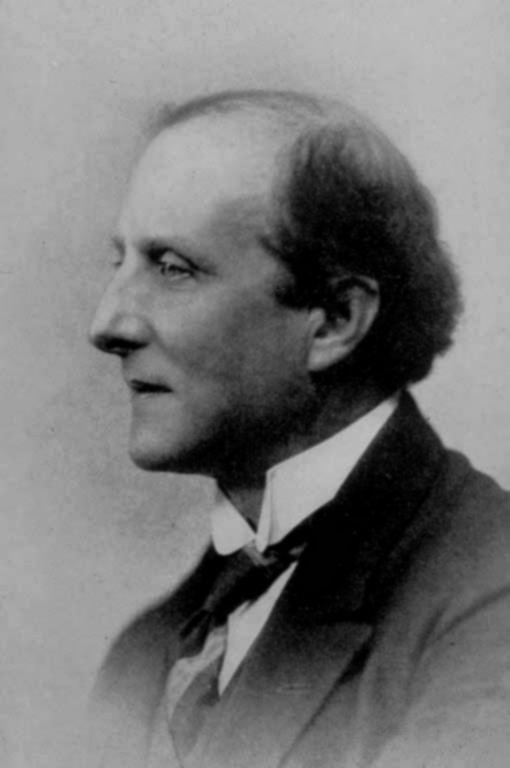
Le mathématicien Constantin Carathéodory.
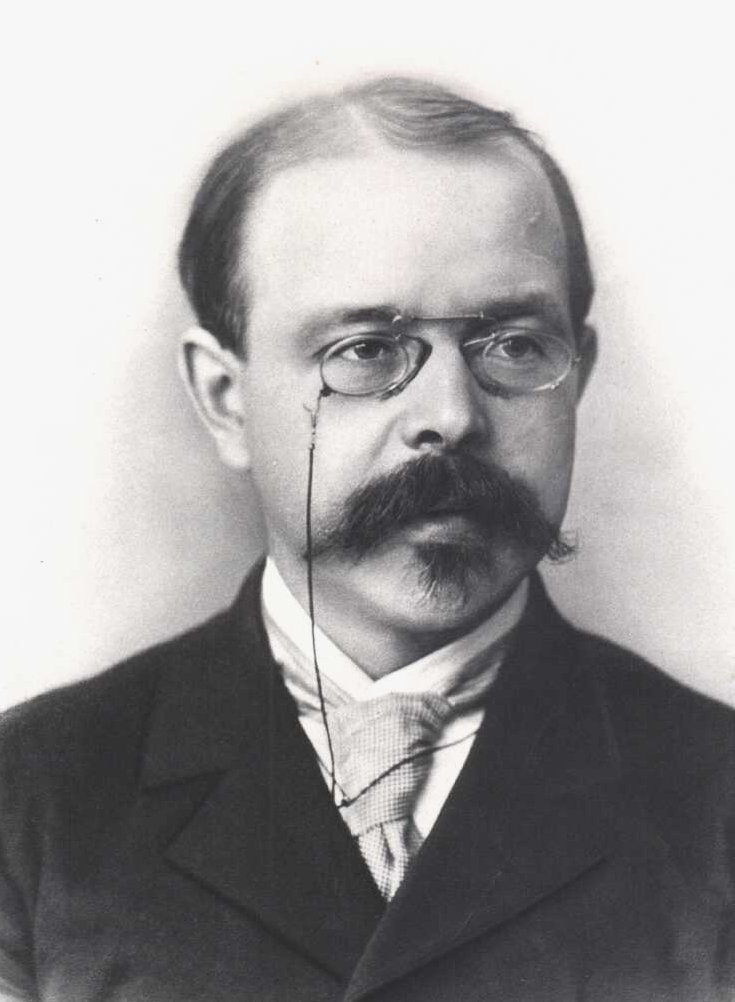
Le chimiste Walther Nernst.
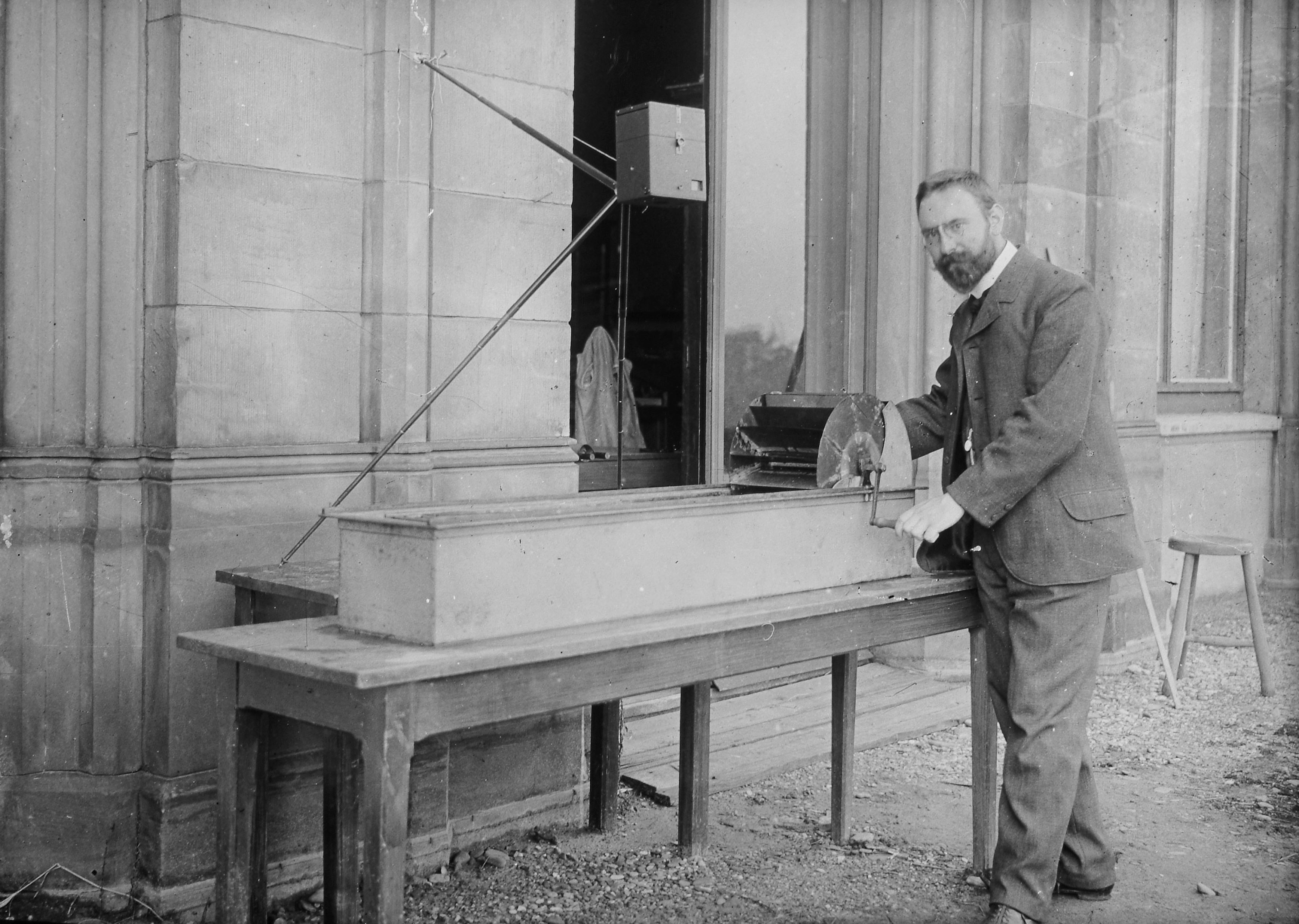
Le physicien Ludwig Prandtl, pionnier des modèles analogiques.

La bibliothèque universitaire connut un agrandissement spectaculaire dans la Prinzenstraße entre 1878 et 1882, ce qu'exigeait d'ailleurs la mise en place du réseau des bibliothèques de Prusse et de ses règlements, comme celui du prêt entre bibliothèques. Le « style berlinois » des édifices de cette époque tranche nettement avec l'architecture hanovrienne traditionnelle.
En 1887, pour le jubilé des 150 ans de l'université, l’empereur Guillaume Ier avait délégué ses fonctions de recteur en titre de l'université au régent du duché de Brunswick, le prince Albert de Prusse, qui parada avec les corps constitués de la province de Hanovre.

### D'une guerre à l'autre

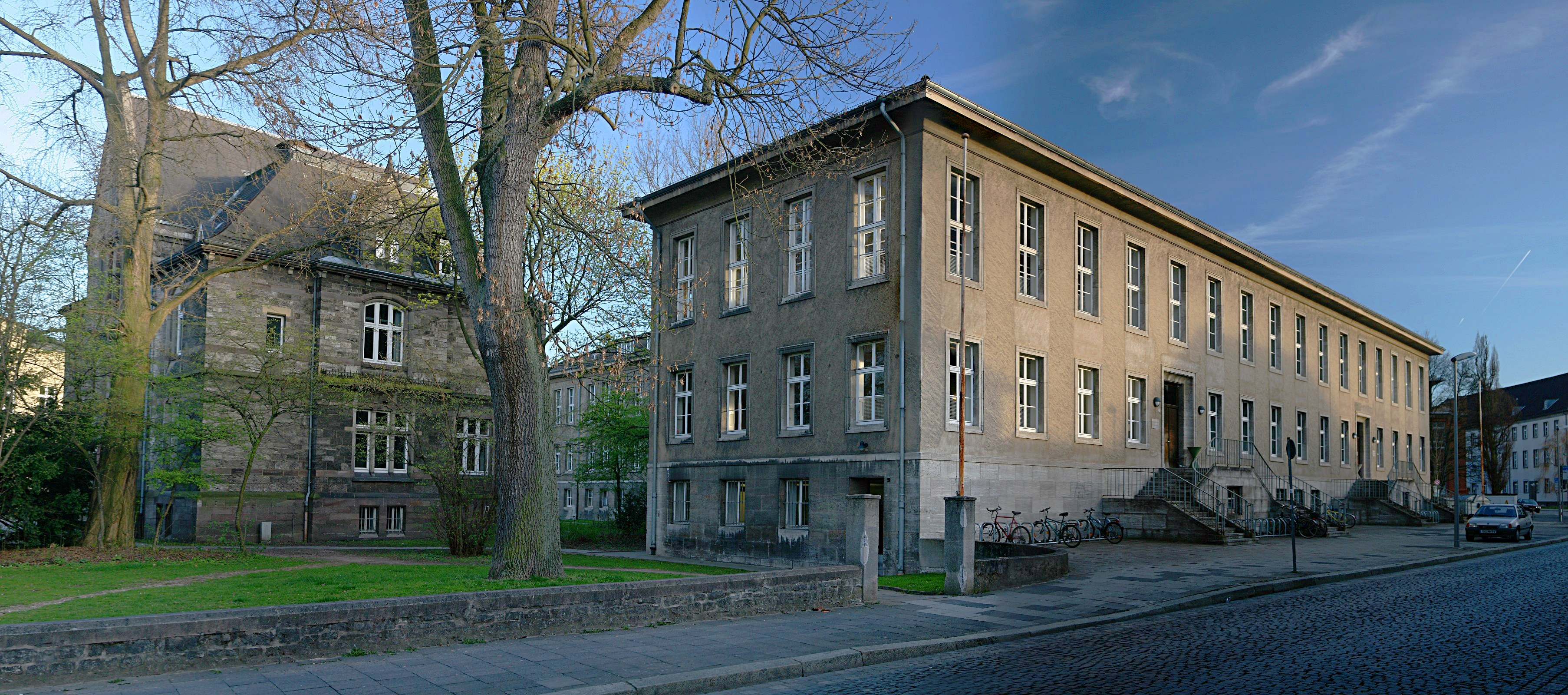
L’Institut de Mathématiques dans la Bunsen-strasse.

#### Embrigadement des étudiants
Dans le climat d'euphorie qui marqua le début de la Première Guerre mondiale, l’université décida de maintenir l'inscription des étudiants appelés sous les drapeaux. Ainsi le nombre d'inscrits diminua à peine, alors qu'environ 3/4 des étudiants de la Georgia-Augusta combattaient ; 726 d'entre eux perdirent la vie, ainsi que 22 collaborateurs de l’université.
Le 8 novembre 1918 au soir, un premier conseil ouvrier se formait à Göttingen. Le 9 novembre, le drapeau rouge flottait au-dessus de l'hôtel de ville, avec deux trous : l'un en forme de quartier de Lune et l'autre, de pentagramme étoilé. La gauche étudiante, faute de pouvoir s'imposer à la majorité conservatrice, offrit des conseillers délégués des mouvements d'ouvriers et de soldats auprès des instances académiques.

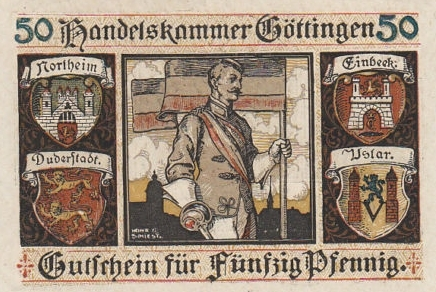
Monnaie de nécessité mise en circulation par la chambre de commerce de Göttingen au début des années 1920 à l'effigie d'un étudiant.

Dans les temps troublés des débuts de la République de Weimar, le gouvernement leva pour le maintien de l'ordre public dans presque toutes les universités des bataillons d'étudiants volontaires incorporés à la Reichswehr, qui furent déployés partout à travers le pays.
Le 22 juillet 1920, le Deutsche Hochschulring (de) (DHR) créa à l'intention des patriotes et sympathisants völkisch la fraternité étudiante de Göttingen. Il atteignit sa plus grande audience vers le milieu des années 1920 auprès des Comités généraux des étudiants (de) locales (AStA) ainsi que dans la société-mère, l'Association des étudiants allemands (de) (DSt) : à Göttingen, il remporta 16 des 20 sièges aux élections de l'AStA de mai 1921. Les Confréries étudiantes d'orientation patriote-libérale quittèrent la DHR dès le premier semestre 1922, car le Deutscher Hochschulring était de plus en plus fréquemment mêlé à des émeutes anti-républicaines et antisémites au sein des établissements scolaires ; il fut un terreau fertile pour le recrutement de militants pro-nazis dans le milieu étudiant. D'ailleurs, avec la formation en 1926 de la Ligue étudiante national-socialiste allemande, la DHR perdit presque toute audience.
Les émeutes de Göttingen de 1934 marquèrent le début de la mise au pas de tout le mouvement étudiant à Göttingen ; lors du jubilé des 200 ans de l’université, en 1937, le processus était achevé : tous les étudiants de la NS-DStB étaient encadrés au sein de « camaraderies. » Avec la Deuxième Guerre mondiale, le nombre des étudiants inscrits grimpa de 1700 à 4884 au dernier trimestre précédant la capitulation allemande de 1945. Cet accroissement inouï s'explique par le nombre des invalides de guerre, à qui le gouvernement offrait la possibilité de reprendre des études, pour pouvoir par exemple exercer la médecine.

#### Des professeurs dans la tourmente

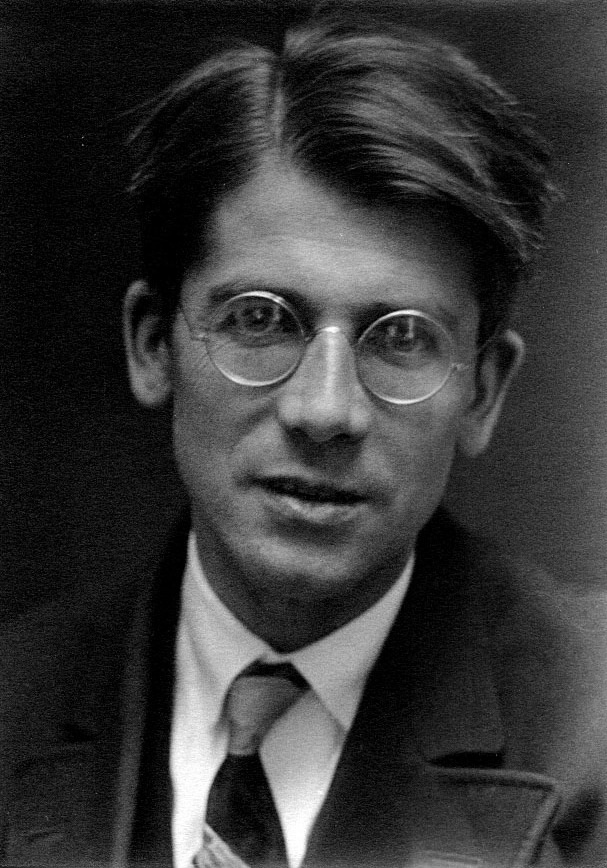
Le chimiste Friedrich Hund dans les années 1920 à Göttingen.

De 1920 à sa mort en 1930, le musicologue Friedrich Ludwig exerça comme professeur à l'université de Göttingen, dont il fut recteur en 1929-30.
Friedrich Hund, qui avait été entre 1922 et 1927 l’assistant de Max Born, apporta d'importantes contributions en physique. Il fut ensuite successivement professeur à Rostock, Leipzig, Iéna, Francfort-sur-le-Main avant de s'établir en 1957 à Göttingen où il devait encore enseigner 40 années. En 1924, Werner Heisenberg, lui aussi assistant de Max Born à Göttingen, travailla avec Niels Bohr à Copenhague. Par la suite, il posera avec Max Born et Pascual Jordan les bases de la mécanique quantique.
C'est en 1927 à Göttingen que Robert Oppenheimer, l'un des futurs pères de la bombe atomique américaine, soutint « avec félicitations du jury » sa thèse de doctorat, préparée sous la direction de Max Born et consacrée à la mécanique quantique. Oppenheimer retourna aux États-Unis quelques années plus tard.
De 1931 à 1933, Edward Teller (le père de la bombe à hydrogène) fut collaborateur scientifique de James Franck. Les deux quitteront Göttingen après le coup d'État des nazis et émigreront aux États-Unis.
Les instituts de recherche de l'université et la Société Kaiser-Wilhelm, déjà très affectés par la Grande Dépression, subirent en 1933, avec la démission de la plupart des savants de confession juive consécutive à la prise de pouvoir des nazis, une hémorragie irréversible. Si à la fin des années 1920, les subsides de la Fondation Rockefeller avaient permis de construire le nouvel Institut de mathématiques, la fondation et son président, Max Mason (de), se trouvèrent bientôt accaparés par le financement de l'émigration des mathématiciens de Göttingen vers New York, ce qui, d'une certaine façon, « internationalisa » les recherches de cette école. Pour des motifs racistes ou politiques, 72 personnalités se virent retirer le titre de docteur, dont les lauréats du prix Nobel Ludwig Quidde et Max Born.
L'année suivante, comme le ministre de l'Éducation du Reich Bernhard Rust, lors d'un banquet, demandait au mathématicien David Hilbert assis à ses côtés, si l'institut de mathématiques avait pâti du départ de mathématiciens juifs, démocrates ou socialistes, Hilbert lui aurait répondu : « Pâti ? Il n'a pas du tout pâti, Monsieur le Ministre ; il n'existe plus du tout. »
Quelques savants diplômés de Göttingen (Enrico Fermi, Edward Teller, James Franck) se retrouvèrent à partir de 1942 à Los Alamos (États-Unis) où, dans le cadre du Projet Manhattan, ils travaillèrent sous la direction scientifique de Robert Oppenheimer au développement de la première bombe atomique et continuèrent sporadiquement d'apporter par la suite leur contribution au développement du potentiel d'armement nucléaire des États-Unis.

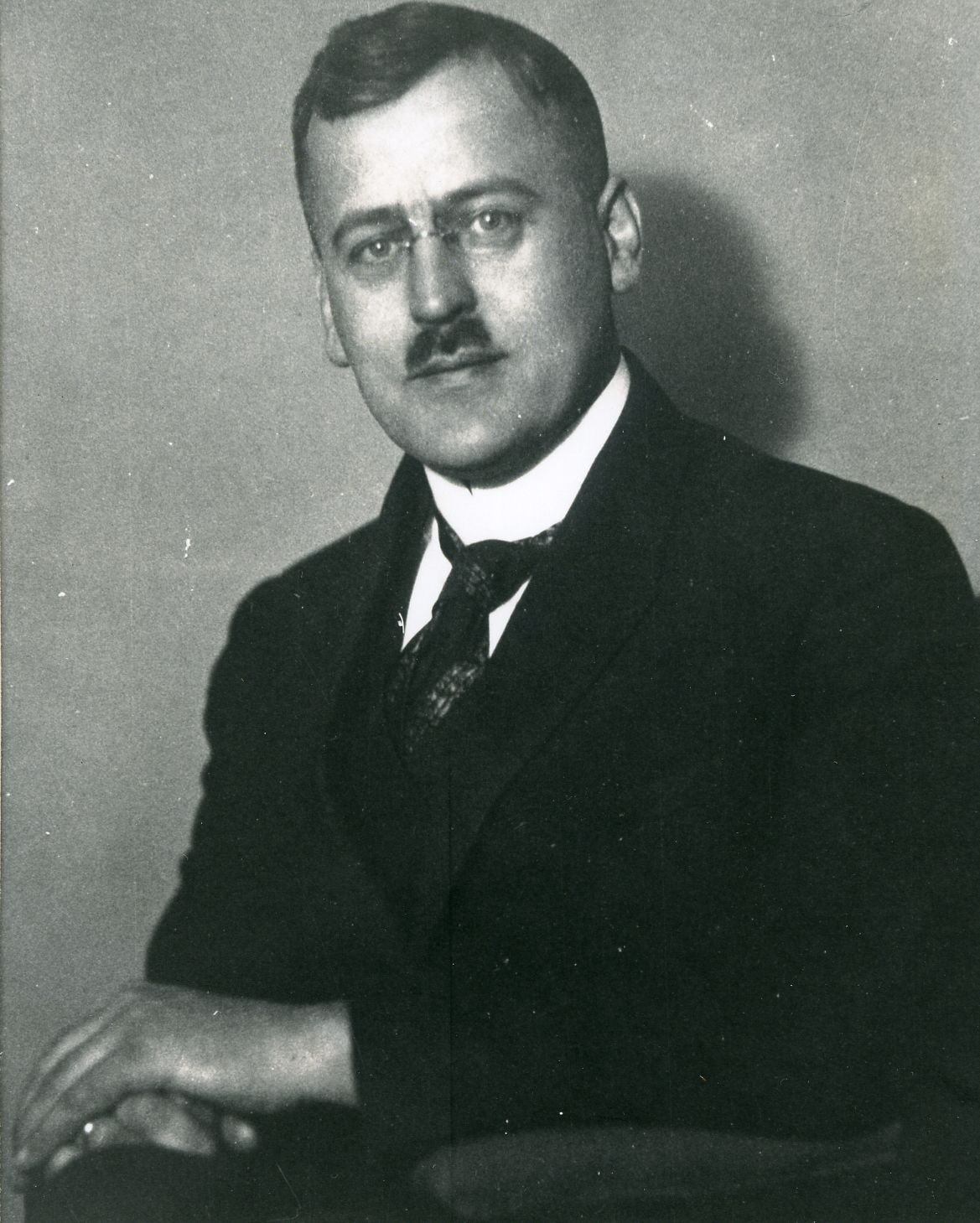
Le philologue Wilhelm Baehrens.
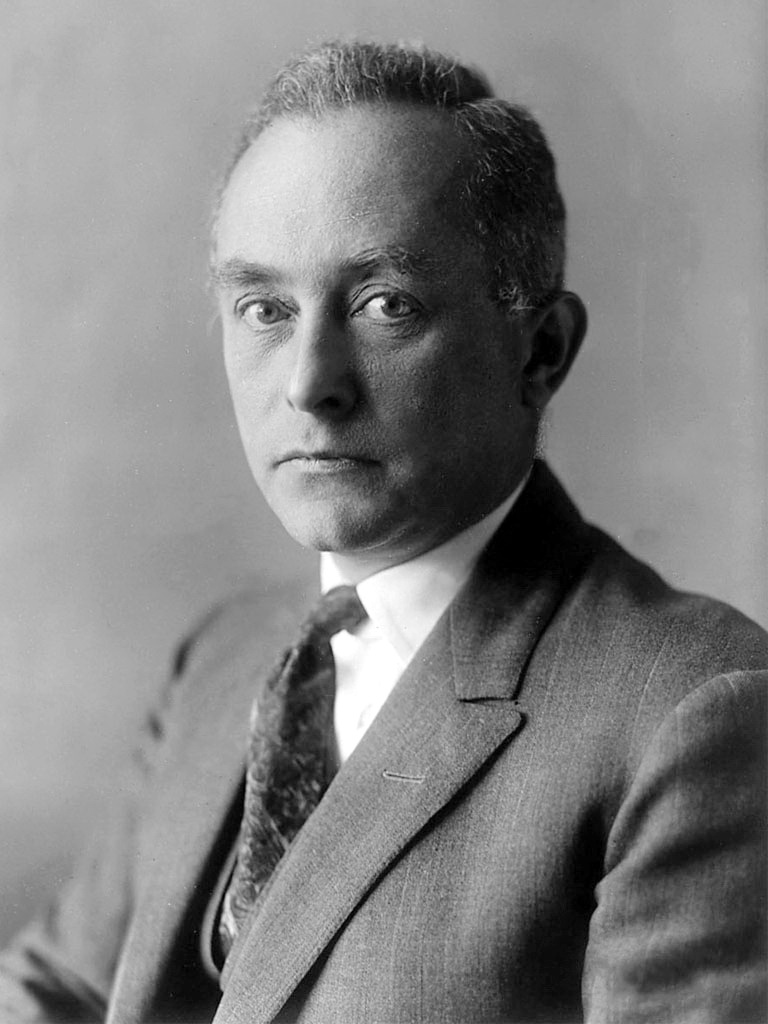
Le lauréat du prix Nobel de physique Max Born.
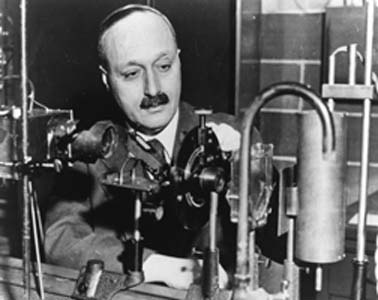
Le lauréat du prix Nobel de physique James Franck.
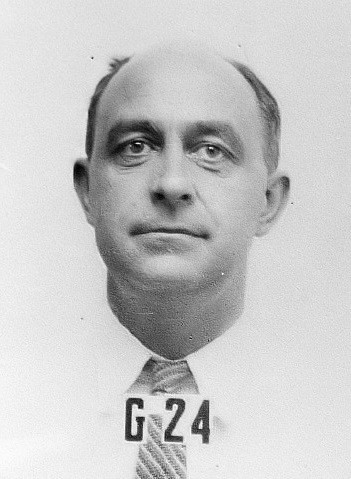
Le lauréat du prix Nobel de physique Enrico Fermi.
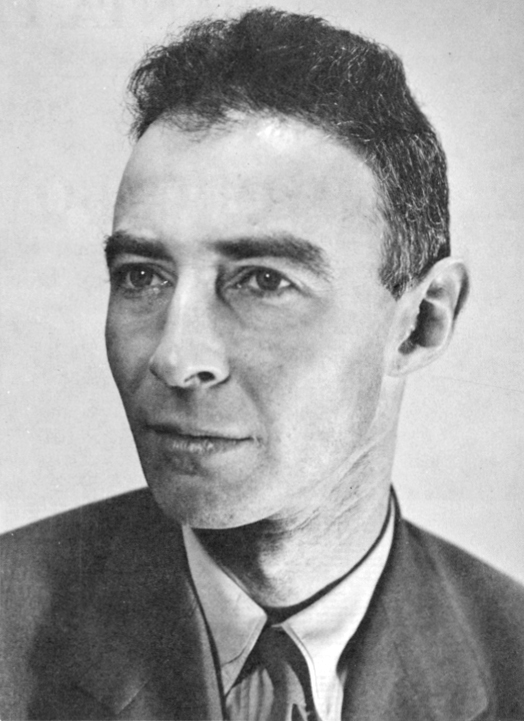
Robert Oppenheimer, diplômé de Göttingen.
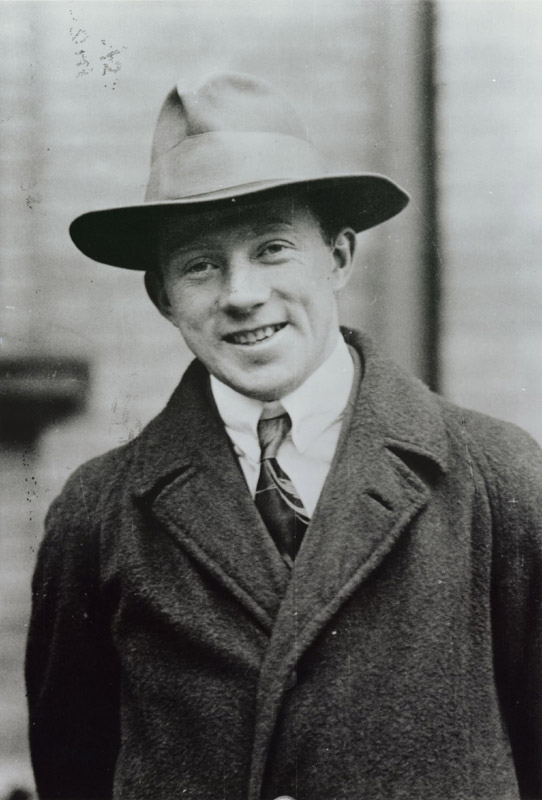
Werner Heisenberg, étudiant en physique.
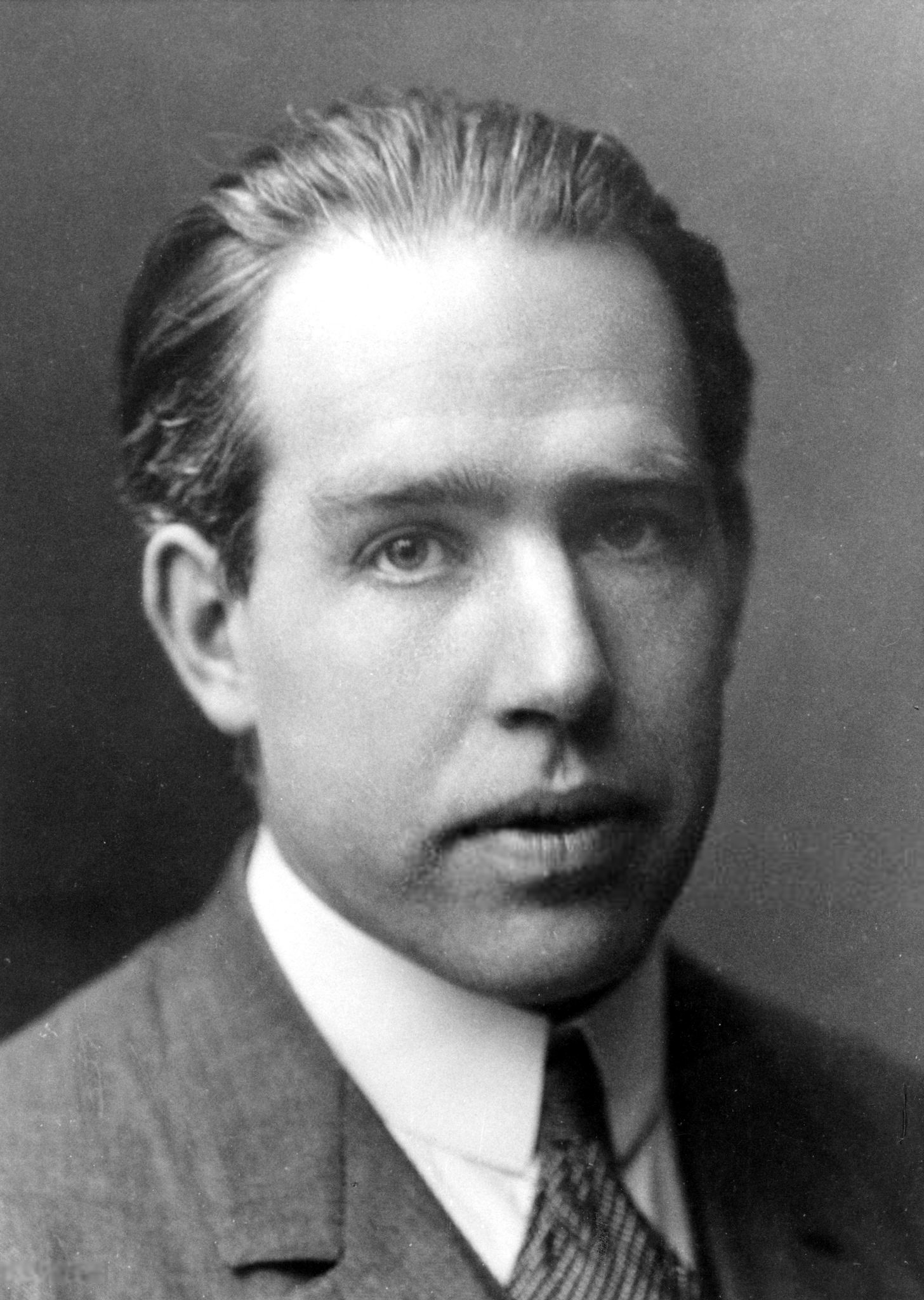
Le lauréat du prix Nobel Niels Bohr, fréquemment invité depuis Copenhague.
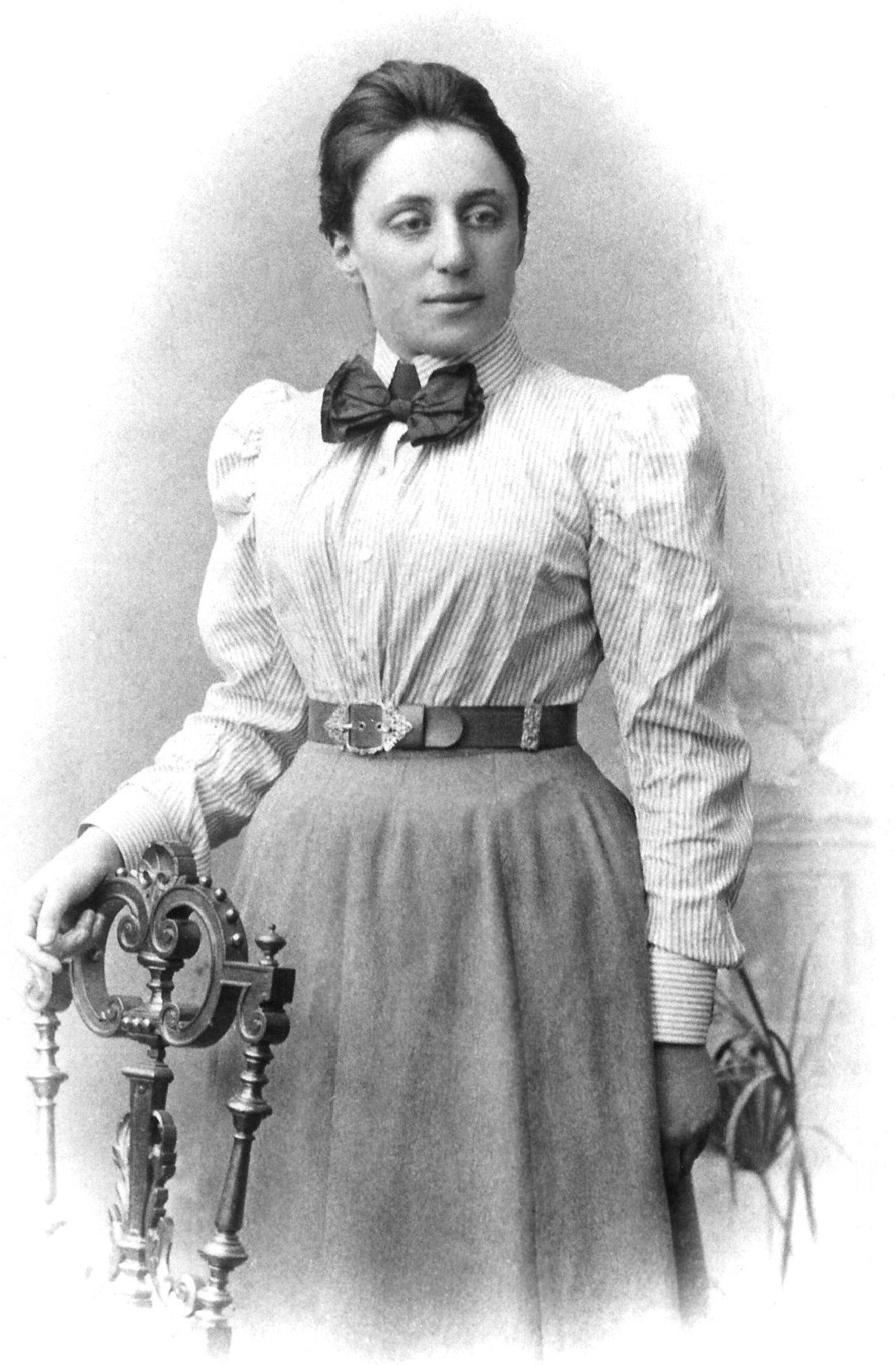
Emmy Noether, mathématicienne.
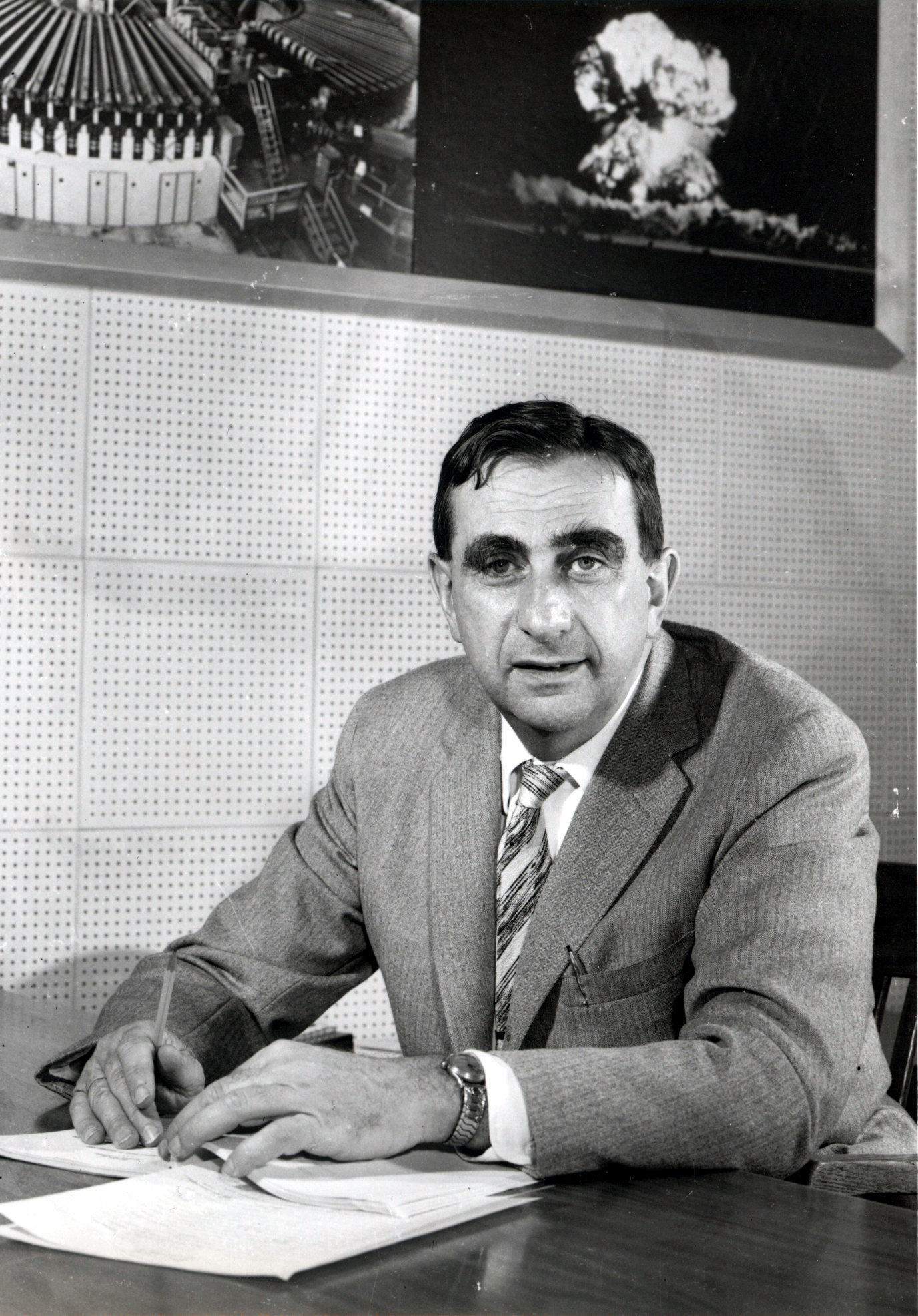
Edward Teller, étudiant en physique.

### L'université régionale d'après-guerre

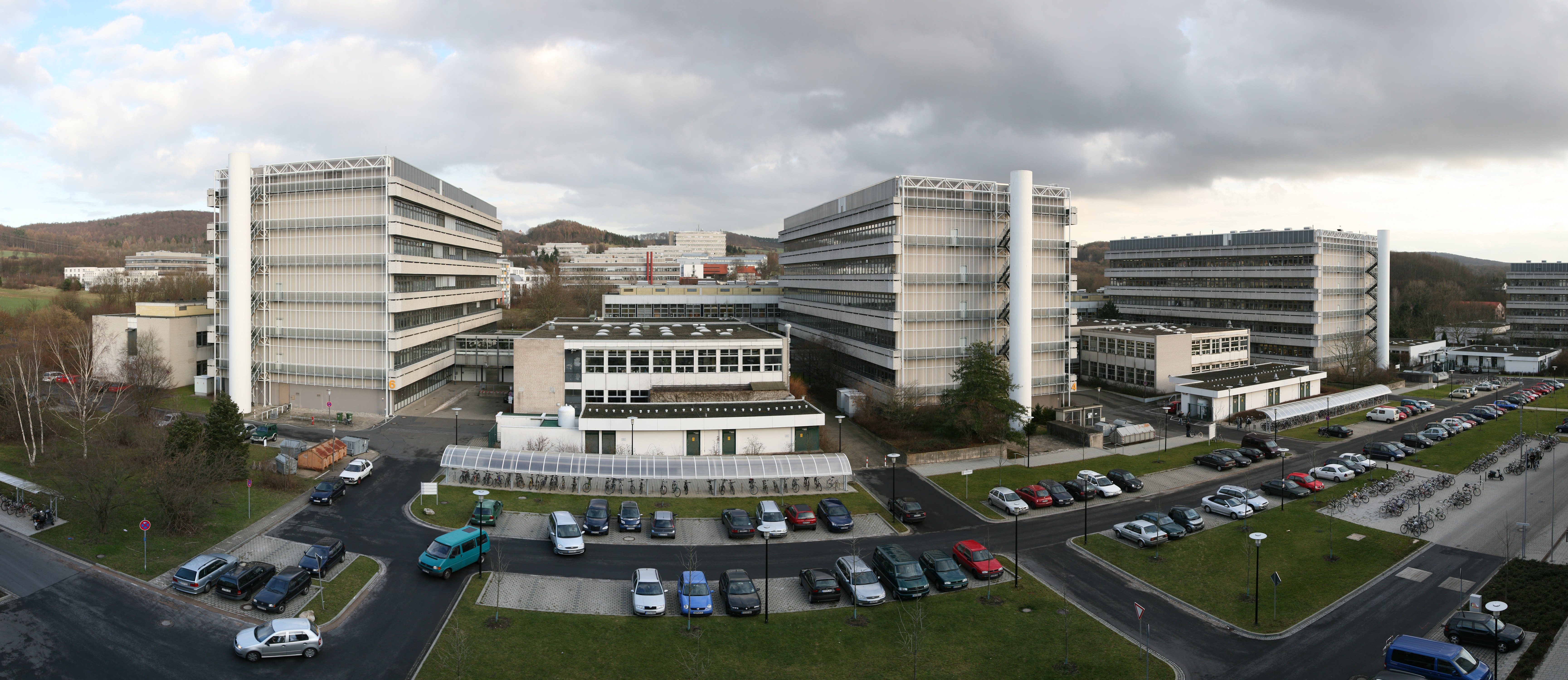
La Faculté de Chimie en 2007.

#### Les traditions en débat
La paix revenue, l'université se rétablit lentement des privations. Seule université encore opérationnelle de la zone ouest, la Georgia-Augusta, sous le contrôle des autorités britanniques d'occupation, reprit les inscriptions dès 1945-46. Il y eut alors 4 296 étudiants d’inscrits, dont 78 % de sexe masculin. De ces jeunes hommes, 98,5 % avaient servi sous les drapeaux, et un bon tiers avaient obtenu un grade d'officier. Parmi ceux-là se trouvait le futur président fédéral Richard von Weizsäcker, diplômé de droit de l'université de Göttingen, et lauréat des deux concours de l'État ; le futur chef de la chancellerie Horst Ehmke, ministre dans plusieurs gouvernements, avait étudié les sciences juridiques et économiques à Göttingen entre 1946 et 1949, avant de compléter sa formation aux États-Unis.
De nouvelles élections pour l'Association des étudiants (AStA) se tinrent dès le mois de décembre 1945, portant à la présidence de l'association l'ex-officier rebelle Axel von dem Bussche. En juillet 1946, les représentants des étudiants de la zone libre se réunirent une première fois à l'occasion du premier Congrès des étudiants de la Zone d'occupation britannique en Allemagne. De ces meetings annuels naîtra par la suite le Verband Deutscher Studentenschaften (VDS).
Les autorités britanniques d'occupation ne tolérèrent qu'à regret le retour des confréries étudiantes et de leurs rites. La direction de l'université tenta elle-même de reprendre de l'influence à mesure que les autorisations de renouer avec les traditions étaient données à ces associations : elle interdit notamment la reprise de la tradition des duels (en allemand Mensur). Un règlement de 1951, le Göttinger Mensurenprozess, fixa cette interdiction, portant application de poursuites judiciaires, et stipulant, peines à l'appui, que désormais dans toute l'Allemagne ces traditions extravagantes n'étaient plus compatibles avec le droit civil fédéral allemand. Dès 1949, les doyens de l’université de Tübingen posèrent en principe qu’« il n'y a plus de place dans les communautés étudiantes pour (...) le port en public de couleurs distinctives. » La conférence des recteurs d'université d'Allemagne de l'Ouest, en 1949, fit sienne ce credo. Il faut bien dire que d'une manière générale, le retour du port des couleurs régionales se heurta, dans beaucoup d'établissements d'enseignement supérieur, à l'incompréhension non seulement des autorités mais aussi d'une large fraction du milieu étudiant : les premières tentatives de réintroduction au grand jour de cette tradition, dans les années 1950, déclenchèrent des manifestations massives organisées par la SDS. À Göttingen, le recteur de l'université Hermann Heimpel décida le 28 juillet 1953 d’interdire pour une année le Corps Bremensia et le Corps Hannovera Göttingen pour « port de signes distinctifs en public. » Les deux associations portèrent l'affaire devant le tribunal administratif de Hanovre et obtinrent réparation le 8 juillet 1954 ; dans ses attendus, le tribunal relevait que « ni l’État, ni l'université n'ont autorité, au regard des lois constitutionnelles fondamentales, pour soumettre les étudiants, individuellement ou groupés en association, à un régime d'exception. Or le port des couleurs ne porte pas atteinte aux droits d'autrui, et n'enfreint ni les bonnes mœurs, ni les institutions constitutionnelles. » Des jugements similaires furent rendus dans d'autres établissements, si bien que jusqu'en 1952 l'idée s'imposa à la Conférence des Recteurs qu'il n'était plus possible d'interdire le port des couleurs. Les confréries de Göttingen, fédérées au sein d'un « congrès corporatiste » (Intercorporativen Convent, ICC) , remportèrent jusqu'à la fin des années 1950 la majorité des sièges au Congrès des étudiants et à l'AStA.

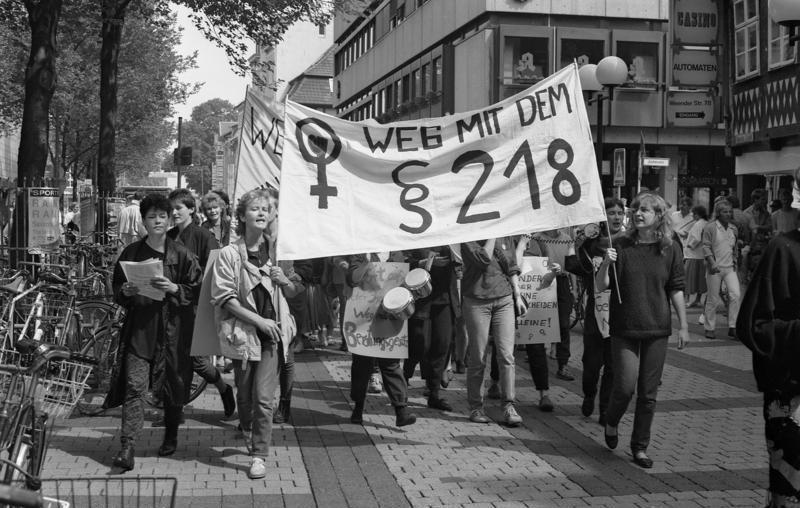
Manifestation en faveur du droit à l'avortement à Göttingen (1988).

La politisation croissante des jeunes porta vers la fin des années 1960 une majorité de gauche stable dans les instances dirigeantes de l’AStA. À partir de 1977, au milieu des Années de plomb, le manifeste signé d'un « Mescalero de Göttingen », où l'auteur se réjouissait après-coup de l'assassinat du procureur contre-terroriste Siegfried Buback, acheva de donner à l'université la réputation d'un bastion de la Nouvelle gauche (New Left) et du Mouvement autonome.
Mais depuis plusieurs années, les tendances d'extrême-gauche ont beaucoup reculé au sein de l'université. Les représentants de ces courants ne détiennent plus que dix des 47 sièges au Congrès étudiant.
Depuis les années 1960, de nombreux hommes politiques allemands ont fait leurs classes à Göttingen.
- Le ministre de la Défense et président du groupe SPD au Bundestag, Peter Struck, natif de Göttingen, commença ses études de droit à Göttingen en 1962, et les termina à Hambourg.
- Le chancelier Gerhard Schröder (SPD) y effectua aussi ses études de droit de 1966 à 1971 ; dès cette époque, il était très engagé politiquement.
- La ministre de la Justice Sabine Leutheusser-Schnarrenberger (FDP) a commencé ses études de droit à Göttingen en 1970.
- Le ministre de l'Environnement Jürgen Trittin (Die Grünen) y a étudié les sciences sociales à partir de 1973 et a effectué son service civil à l'université. Il était à cette époque militant de la Ligue communiste (de) et même siégeait à l'AStA. Il fut certaines années président du Congrès étudiant.
- Le ministre de l'Environnement et président du SPD Sigmar Gabriel a étudié la littérature allemande, les sciences politiques et la sociologie à Göttingen de 1981 à 1987, date à laquelle il a passé avec succès le concours de professeur.
- Ursula von der Leyen (CDU), née Albrecht, ministre de la Famille puis ministre du Travail et des Affaires sociales, a commencé en 1977 ses études en économie locale et aménagement à Göttingen, et les termina à l'université de Münster.

Le ministre de la justice Edzard Schmidt-Jortzig (FDP) a soutenu sa thèse d’habilitation en sciences juridiques en 1976 à Göttingen. Il était depuis 1970 maître de conférences à l’Institut de droit international. Un autre célèbre diplômé est le compositeur Dieter Bohlen, qui a passé ses examens de fonction commerciale en 1978.

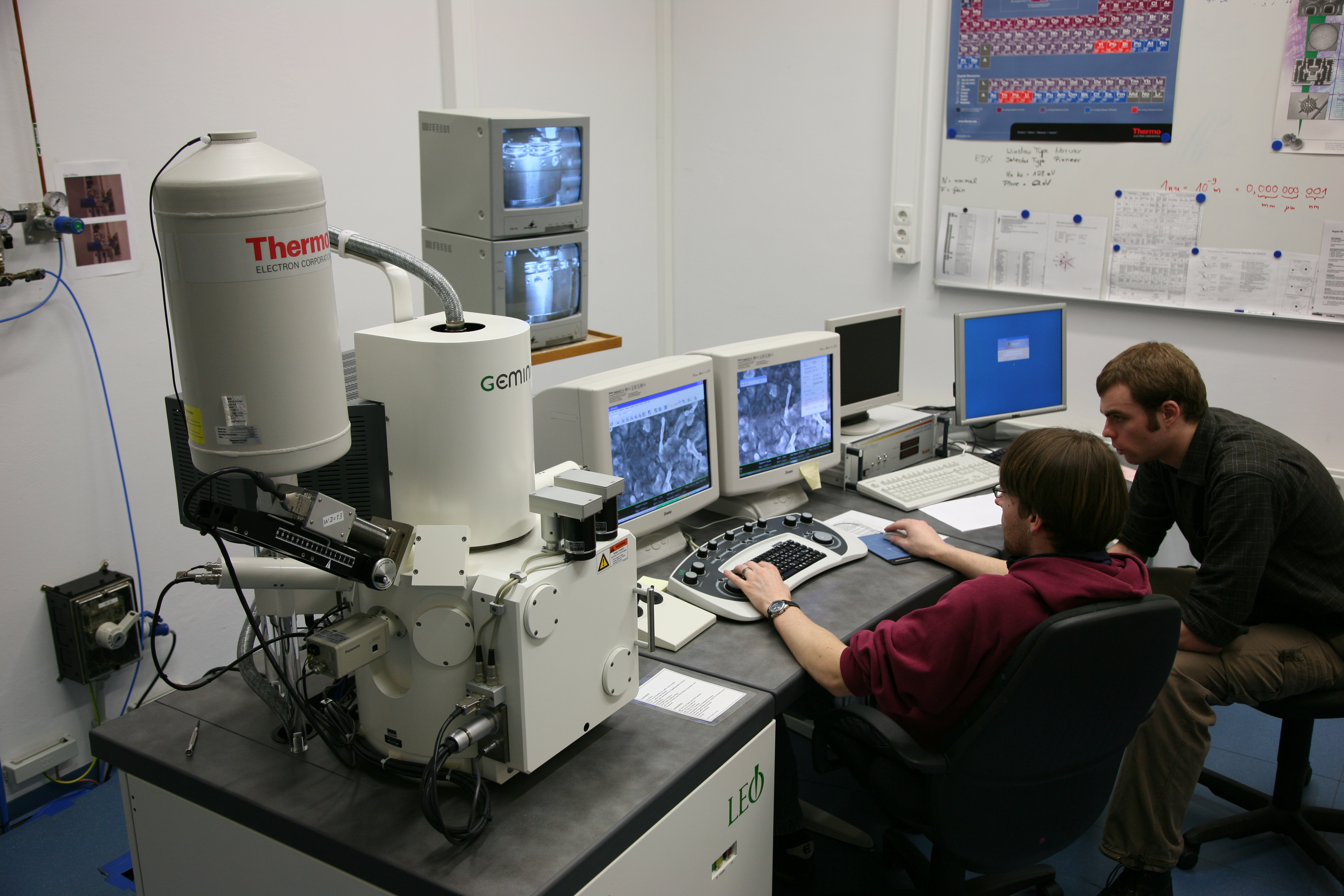
Étudiants utilisant un microscope électronique (REM).

#### La recherche depuis 1945
- Wolfgang Paul, professeur de 1944 à 1952 à Göttingen, fut couronné en 1989 du prix Nobel de physique pour la découverte du piège ionique quadripolaire.
- Erwin Neher (professeur honoraire à Göttingen) obtint en 1991 conjointement avec Bert Sakmann (professeur titulaire de Göttingen) le prix Nobel de physiologie ou médecine pour la découverte révolutionnaire de la fonction des canaux ioniques isolés dans les cellules.

Le professeur honoraire de la Georgia Augusta, Stefan Hell, chercheur au Max-Planck-Institut pour la biochimie physique à Göttingen, s'est vu récompensé à de multiples reprises par des prix nationaux et internationaux pour la découverte de la Microscopie STED : le prix scientifique Carl Zeiss, le prix allemand de l'avenir (2006), le prix de la Commission internationale d'optique, le prix Julius Springer (2007), le prix Leibnitz (2008) et le prix régional de Basse-Saxe (2008).

#### Vers l'université de masse
La chute du ministre des Cultes FDP Leonhard Schlüter en 1955, membre du cabinet du Ministre-président de Basse-Saxe nouvellement élu Heinrich Hellwege, fit sensation. L’agronome Emil Woermann (de), alors recteur en exercice de l’université, démissionna avec l'ensemble des doyens de l'établissement devant les protestations du personnel. Quelques jours plus tard, les personnels de l’université obtenaient la démission du ministre, qui, même aux yeux de ses collègues de la coalition FDP emmenée par Thomas Dehler, était devenu indésirable.
En 1957, un groupe de chercheurs de l'université, les « Dix-huit de Göttingen », lancèrent au chancelier Adenauer l’appel de Göttingen contre l'implication allemande dans la course aux armes atomiques.

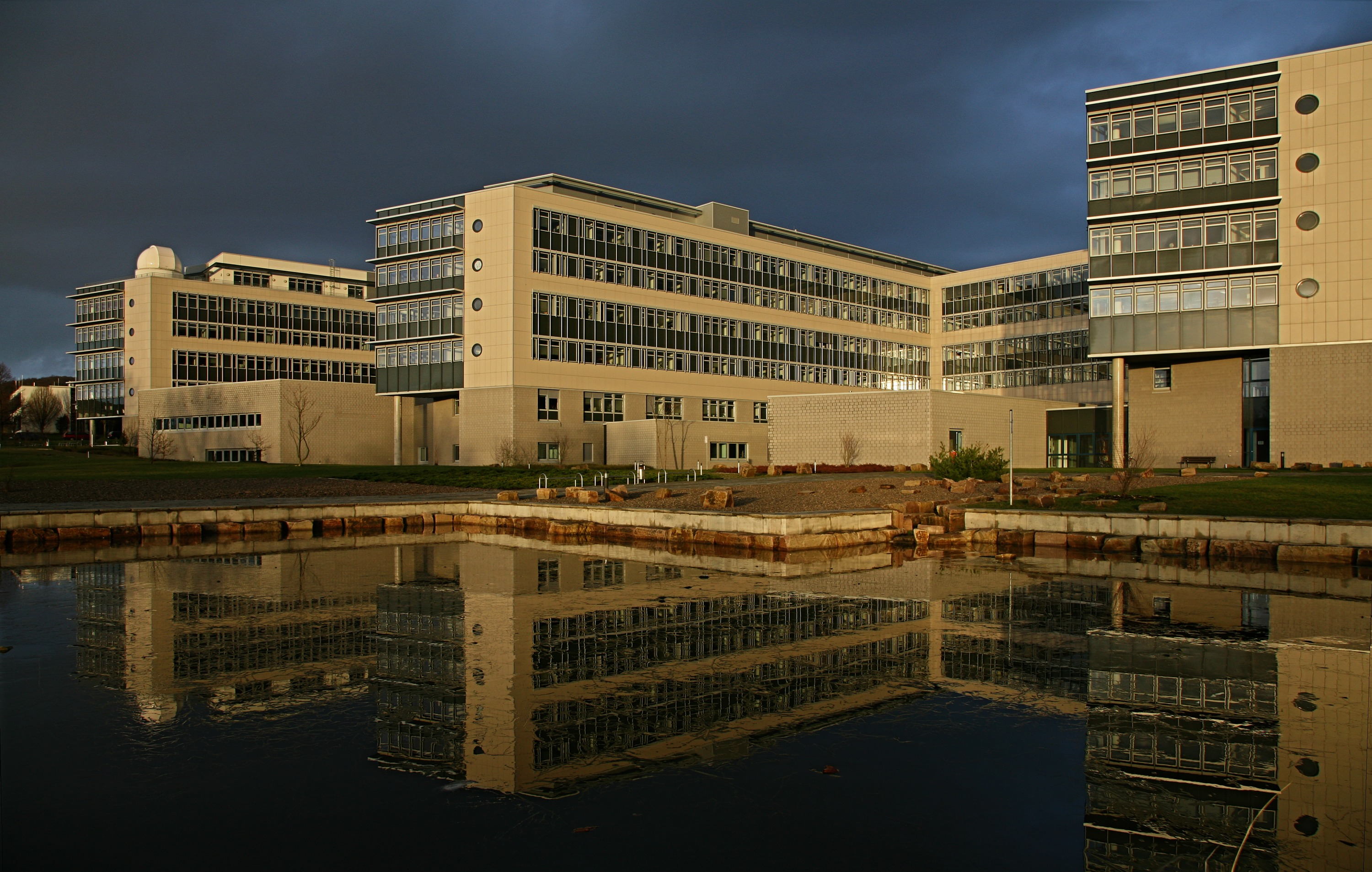
La Faculté des sciences physiques dans le Nord du quartier de Weende.

Jusqu'à la fin des années 1950, le nombre d'étudiants inscrits à Göttingen oscilla entre 4 500 et un peu plus de 6 000. Ce n'est toutefois qu'au début des années 1960 que l'université se démocratisa véritablement, avec la dénonciation du mandarinat traditionnel. Avec les émeutes estudiantines de 1968 prit naissance une université populaire (Gruppenuniversität), plus égalitaire puisqu'elle admettait désormais jusqu'à 30 000 étudiants. Pour faire face à ce bouleversement, on fit construire au cours des années 1960 dans le nord de Göttingen un nouveau campus consacré aux sciences humaines : il comprenait un service social étudiant avec restaurant universitaire, un immeuble polyvalent (la « Tour Bleue ») et le Grand Auditorium („011“), avec 1 000 places. À proximité immédiate, on construisit des lieux d'accueils de séminaire pour les juristes (Juridicum), les théologiens (Theologicum) ainsi que pour les sciences sociales (Œconomicum).
Le centre hospitalier universitaire, construit au nord de la ville, leur est à peu près contemporain, ainsi que de nouveaux instituts édifiés dans le quartier de Weende.
L'édition de la troisième et ultime série des billets de Deutsche Mark, en 1989, est caractérisée par la représentation de quatre célébrités de l'université de Göttingen (sur neuf personnalités historiques allemandes) : Carl Friedrich Gauss (billet de 1dix DM), Paul Ehrlich (billet de deux cents DM), Jacob Grimm et Wilhelm Grimm (billet de mille DM). On peut reconnaître sur le billet de dix DM, en arrière-plan de la figure de Gauss, quelques édifices historiques de l'université, dont l'observatoire et la grande halle d'entrée.
L’aumônerie occupe depuis 1822 l'église gothique Saint-Nicolas dans le sud de l'Altstadt.

## Personnalités liées à l'université

### Professeurs
- Johann Andreas Segner, professeur de mathématiques de 1735 à 1755
- Georg Christoph Lichtenberg, professeur de physique et mathématiques de 1770 à 1799
- Christian Gottlob Heyne, professeur d'éloquence de 1761 à 1812
- Matthias Christian Sprengel, historien, professeur de philosophie en 1778
- Heinrich August Wrisberg, professeur d'anatomie au XVIIIe siècle.
- Friedrich Wilhelm Bessel
- Karl Friedrich Stäudlin (1761-1826), professeur de théologie.
- Carl Friedrich Gauss (chaire d'astronomie de 1807 à 1830)
- Léopold Auguste Warnkoenig, historien du droit.
- Johann Peter Gustav Lejeune Dirichlet (chaire de mathématiques de 1831 à 1859)
- Bernhard Riemann (chaire de mathématiques de 1859 à 1866)
- Heinrich Ewald, orientaliste
- Paul de Lagarde, orientaliste (1869-1890)
- Felix Klein (chaire de mathématiques de 1886 à 1895, conférencier jusqu'en 1913)
- David Hilbert (chaire de mathématiques de 1895 à 1909)
- Emmy Noether (habilitation à donner des cours obtenu en juin 1919)
- Edmund Husserl, philosophie (1901 - 1915)
- Edmund Landau (chaire de mathématiques de 1909 à 1933)
- Ludwig Prandtl (chaire de mécanique des fluides de 1904 à 1925)
- Max Born (chaire de physique théorique de 1922 à 1933)
- Nicolai Hartmann, philosophie (1945-50)
- Ulrich von Wilamowitz-Moellendorff (chaire de philologie classique et d'histoire de l'Antiquité)

### Étudiants

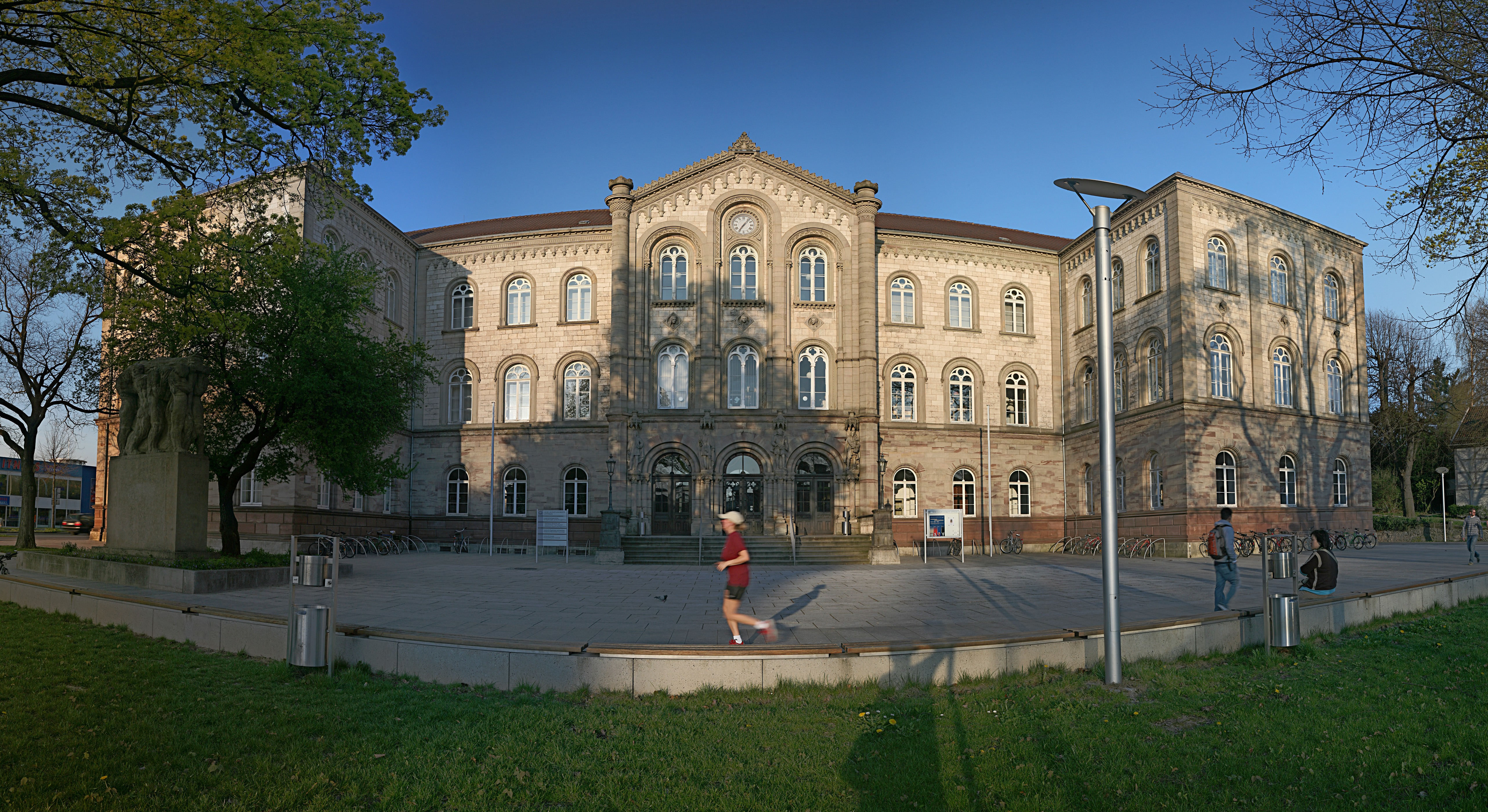
Le vieil auditorium Maximum.

- Charles-Gabriel d'Arsac de Ternay, officier et tacticien français
- Heinrich Barkhausen, thèse de physique en 1907
- Heinrich Braun, écrivain et homme politique
- Constantin Carathéodory, thèse de mathématiques en 1904
- Sandra Ciesek, virologue
- Alfred Enneper, thèse de mathématiques en 1855
- Karl August von Hardenberg, chancelier de Prusse pendant les guerres napoléoniennes
- Theodore von Kármán, thèse de physique en 1908
- Otto Kohlrausch, chirurgien allemand,
- Sofia Kovalevskaïa, thèse de mathématiques en 1874
- Julia Lermontova, thèse de chimie en 1874
- Karl Lachmann, philologue, y soutient son habilitation en 1815
- Karin Magnussen, eugéniste allemande, y fait sa thèse en biologie et zoologie en 1932
- John Pierpont Morgan, financier et banquier américain
- Robert Oppenheimer, thèse de physique en 1926
- Alexander Ostrowski, thèse de mathématiques en 1922
- Moritz Schiff, doctorat en médecine en 1844, physiologiste à Berne, Florence, puis Genève
- Heinrich Friedrich Karl vom Stein, chancelier de Prusse entre 1807 et 1810, puis conseiller du tsar
- Augustus Frederick de Sussex
- Julius Weisbach, inspecteur des mines du Royaume de Saxe
- Julius Wellhausen, fondateur de la critique radicale de la Bible (1866)
- Hermann Weyl, thèse de mathématiques en 1909
- Thomas Young, doctorat en science physique en 1796
- Lu Shijia, doctorat en mécanique des fluides en 1942
- Arthur Schopenhauer. philosophie 1809 - 1810